# 南海泉北線
泉北線（せんぼくせん）は、大阪府堺市北区の中百舌鳥駅から大阪府和泉市の和泉中央駅までを結ぶ南海電気鉄道の鉄道路線である。駅ナンバリングで用いられる路線記号はNK。
2025年3月31日までは泉北高速鉄道によって運営され、路線名は泉北高速鉄道線（せんぼくこうそくてつどうせん、路線記号：SB）と称していた。翌4月1日に泉北高速鉄道が南海電気鉄道に吸収合併されたことに伴い、泉北線と改称された（詳細後述）。ただし泉北高速鉄道時代から「泉北線」とも呼ばれていた。
路線シンボルマークは、泉北高速鉄道の社章を引き継いだもの（）で、ラインカラーは黄緑。

## 概要

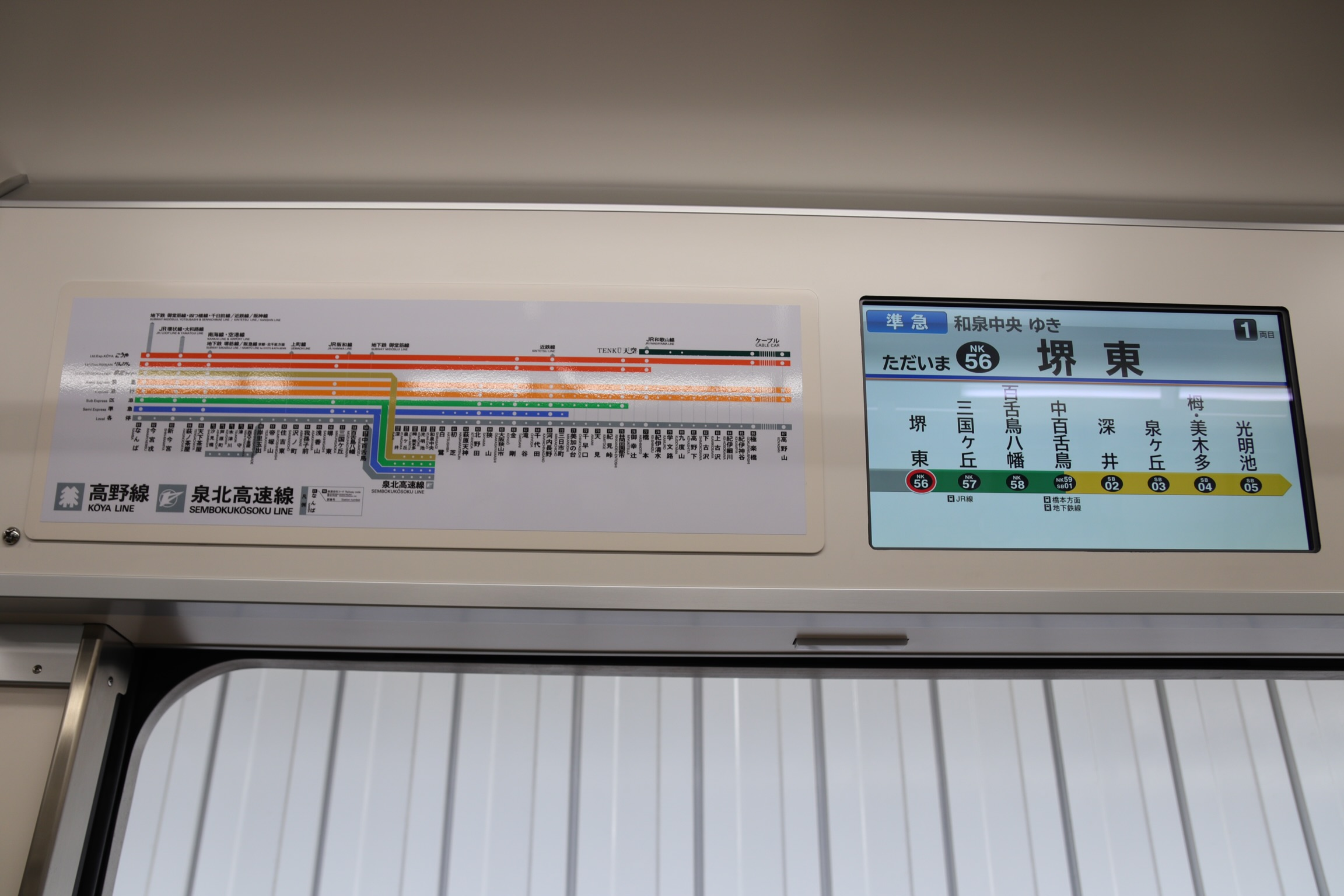
泉北線内では黄色のラインカラーを表示していた南海の車内案内（8300系）

高野線から分岐して和泉市に至る路線で、多くの列車が高野線と直通運転を行っており（詳細な運行形態は後述）、堺市中区、泉北ニュータウンを擁する同市南区、トリヴェール和泉を擁する和泉市の各沿線地域や、路線自体は伸びていないが岸和田市東部などから堺市堺区・大阪市中心部への通勤・通学路線となっている。
元々当路線は南海電気鉄道が建設し直接経営することが検討されていたが、1960年代後半頃から1970年頃にかけて南海電気鉄道に重大事故が頻発して重い負債がのしかかり、多額の投資が必要な新規路線を持つことを断念し、トラックターミナル運営のため大阪府が設立した第三セクターである大阪府都市開発株式会社が経営することになった。1971年の開業時は全業務を南海電気鉄道に委託していたが、段階的に大阪府都市開発直営化を進め、最終的に1993年4月1日に全業務を直営化した。その後、2008年から大阪府都市開発の株式を売却する動きが見られるようになり、最終的に2014年7月1日に株式が南海電気鉄道に譲渡されたため（詳細は「泉北高速鉄道#株式売却問題」を参照）、大阪府都市開発は泉北高速鉄道株式会社に商号変更した上で、南海グループの一員となった。なお、「泉北高速鉄道」の呼称自体は旧社名の大阪府都市開発時代から鉄道事業の名称として用いられていた。
2006年7月1日より全線でPiTaPaとICOCAが使えるようになり、2007年4月1日よりPiTaPaに定期券機能を付加する「PiTaPa定期サービス」（南海との連絡定期にも対応）が利用できるようになった。また2013年3月23日より、IC乗車カード全国相互利用開始で、Kitaca、PASMO、Suica、manaca、TOICA、nimoca、はやかけん、SUGOCAも利用可能になった。さらに2022年4月25日からはVISAのクレジットカードによるタッチ決済に対応した。
2025年4月1日に南海電気鉄道が泉北高速鉄道を吸収合併し、同日より南海電気鉄道の「泉北線」として運行されている。2024年11月1日、国土交通省から泉北高速鉄道の南海電気鉄道への合併が認可された。なおダイヤには変更はない。深井駅 - 和泉中央駅の各駅の駅ナンバリングは鋼索線からの続番となり、深井駅から和泉中央駅まで順に「NK88」…「NK92」と改番された。

### 路線データ
- 路線距離（営業キロ）：14.3 km
- 軌間：1067 mm
- 駅数：6駅（起終点駅含む）
- 複線区間：全線複線
- 電化区間：全線電化（直流1500V）
- 閉塞方式：自動閉塞式
- 最高速度：110 km/h[注釈 4]

## 沿線概況
多くの区間が高架であり、線路の両脇に道路が並行して設けられている。踏切は高野線と共用の中百舌鳥駅東側にある中百舌鳥トンネル手前の一箇所のみで、中百舌鳥トンネルより先の単独区間には一切設けられていない。また、中百舌鳥駅 - 泉ケ丘駅間の建設時には当時の大阪市交通局が技術提供をしている。
中百舌鳥駅を出ると、高野線の上下線に挟まれながらしばらく併走する。信濃池の辺りで下り坂となり、旧中百舌鳥球場手前辺りで地下トンネルの中百舌鳥トンネルに入って南に折れて高野線と別れる。線路はそのまま南側にカーブしながら白鷺公園の真下を潜り、さらに南西にカーブしながら公園の中で再び地上へ出て高架橋の高さまで上り坂となる。公園を過ぎるとすぐ中区に入り、高架駅である深井駅の手前までほぼ直線に進む。線路が南東にカーブする地点に深井駅がある。
深井駅を過ぎると直線に進み、線路の両脇に府道堺狭山線（通称：泉北1号線）が合流する。阪和自動車道（阪和道）の高架を潜るあたりから陶器川流域の田園風景が広がる。
陶器川を渡るあたりで一旦上下線間が離れる。ここにはかつて楢葉（ならば）駅設置の構想があり、その新駅を想定した島式ホームのスペースが設けられたが、乱開発に繋がるとの懸念から結局新駅設置は見送られ（一帯は市街化調整区域に指定されており、将来的な利用客の増加は見込めなかった）、現在その場所には田園（たぞの）変電所が設けられている。堺市は新駅設置への市民からの要望に対し、「多大な事業費が必要となるため、その費用と効果や周辺環境への影響を慎重に検討する必要がある」と回答している。
田園変電所を過ぎてしばらくすると丘陵部に差し掛かり、府道堺泉北環状線の田園大橋を潜ると南区に入る。ここから終点までは泉北ニュータウンを横断してトリヴェール和泉に至るニュータウン区間となる。ニュータウン地区は3本の河川によって4地区に分かれ、丘陵部では掘割ないし地平を、浸食谷では高架を走る。南区に入ると線路は南西にカーブし、両脇を併走する泉北1号線は府道堺狭山線が分岐して本線が府道富田林泉大津線となる。カーブが終わるあたりに泉ケ丘駅があり、ホーム南端が少しカーブしている。
泉ケ丘駅を過ぎると終点までほぼ直線となる。石津川の浸食による上神谷を渡り、次の丘陵部に差し掛かると栂・美木多駅がある。栂地区と呼ばれるこの丘陵は東西幅が短く、栂・美木多駅を過ぎるとすぐ高架区間となり、和田川の浸食による和田谷を渡る。なお、和田谷は美木多と呼ばれる地域で、駅名はこの2つの地名を並べたものとなっている。アーチ橋で赤色が特徴の檜尾大橋を潜り抜け次の丘陵部を上りしばらくすると光明池駅がある。丘陵上にある泉ケ丘駅から和泉中央駅までのニュータウン4駅のうち他3駅はすべて改札口・コンコースがホームの上にある橋上駅だが、この丘陵部にある光明池とその放水路である甲斐田川流域の微小な谷に位置する光明池駅のみ高架駅となっている。光明池運転免許試験場の最寄り駅でもあり、また泉大津駅・和泉府中駅方面、河内長野駅方面のバス路線も充実しているため利用客が多い。光明池駅を出るとすぐ和泉市に入り、南側に分岐する線路がある。これは線路際に設置された光明池車庫へと繋がっており、車庫では全般検査などの車両保守業務も行われている。
光明池車庫への分岐を通り抜けた先は再び掘割区間となり、槇尾川の浸食による池田谷を渡るあたりで阪和道の高架がオーバークロスして線路南側に併走する（府道はさらにその両脇を走る）。次の丘陵部に差し掛かると終着駅の和泉中央駅に着く。半地下駅といえるほどの深い掘割で、併走する阪和道は駅前広場下のトンネルを通っている。近辺には桃山学院大学などの教育機関やテクノステージなどの企業団地がある。線路は和泉中央駅から先もしばらく延びており、回送車の引き上げ線として使われている。将来的にはこれを活用し、そのまま泉南地域へも延伸可能な構造としているが、現状では延伸の見込みは立っていない（「延伸の可能性」の節も参照）。

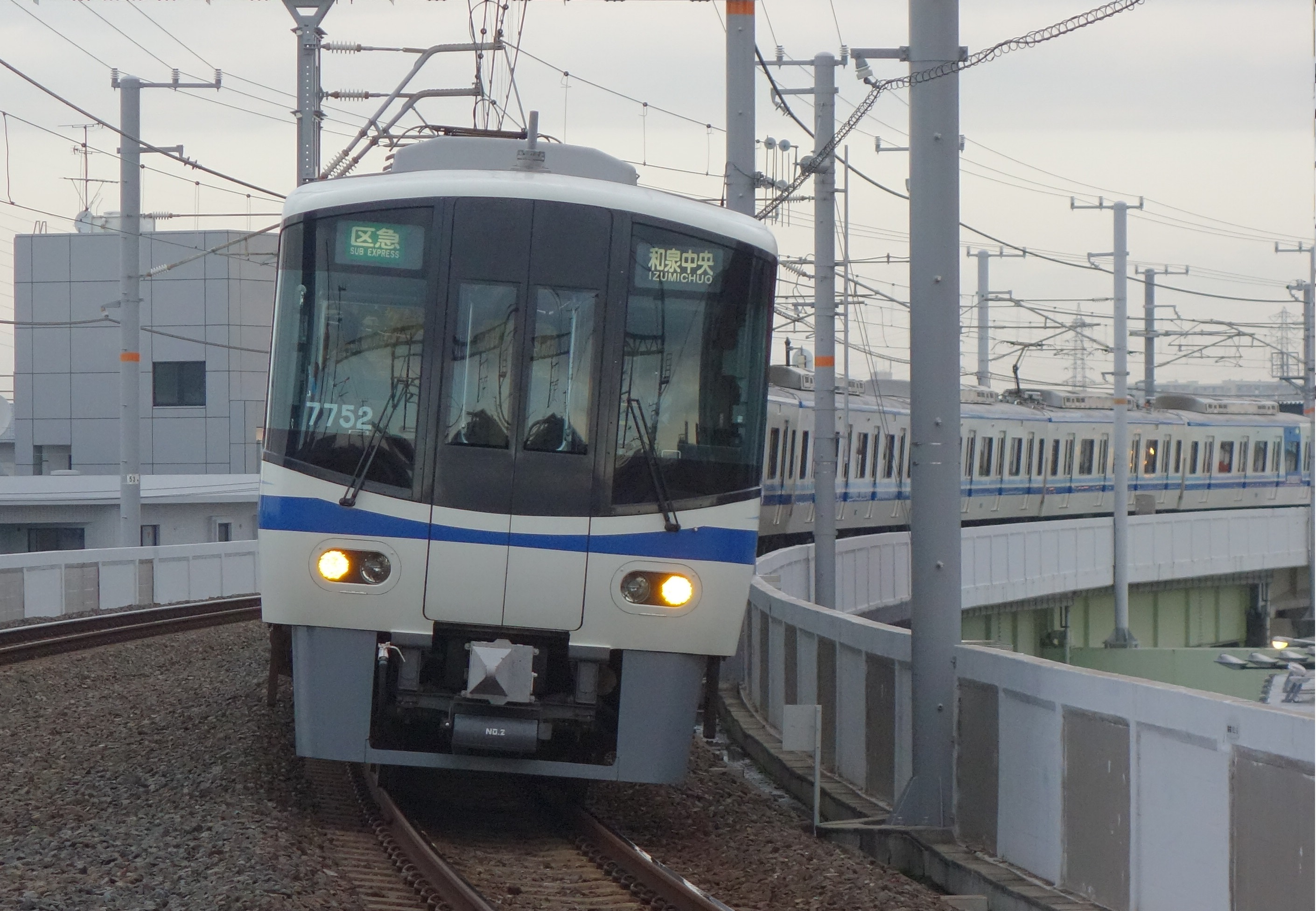
高架区間を走行する区間急行 （深井）
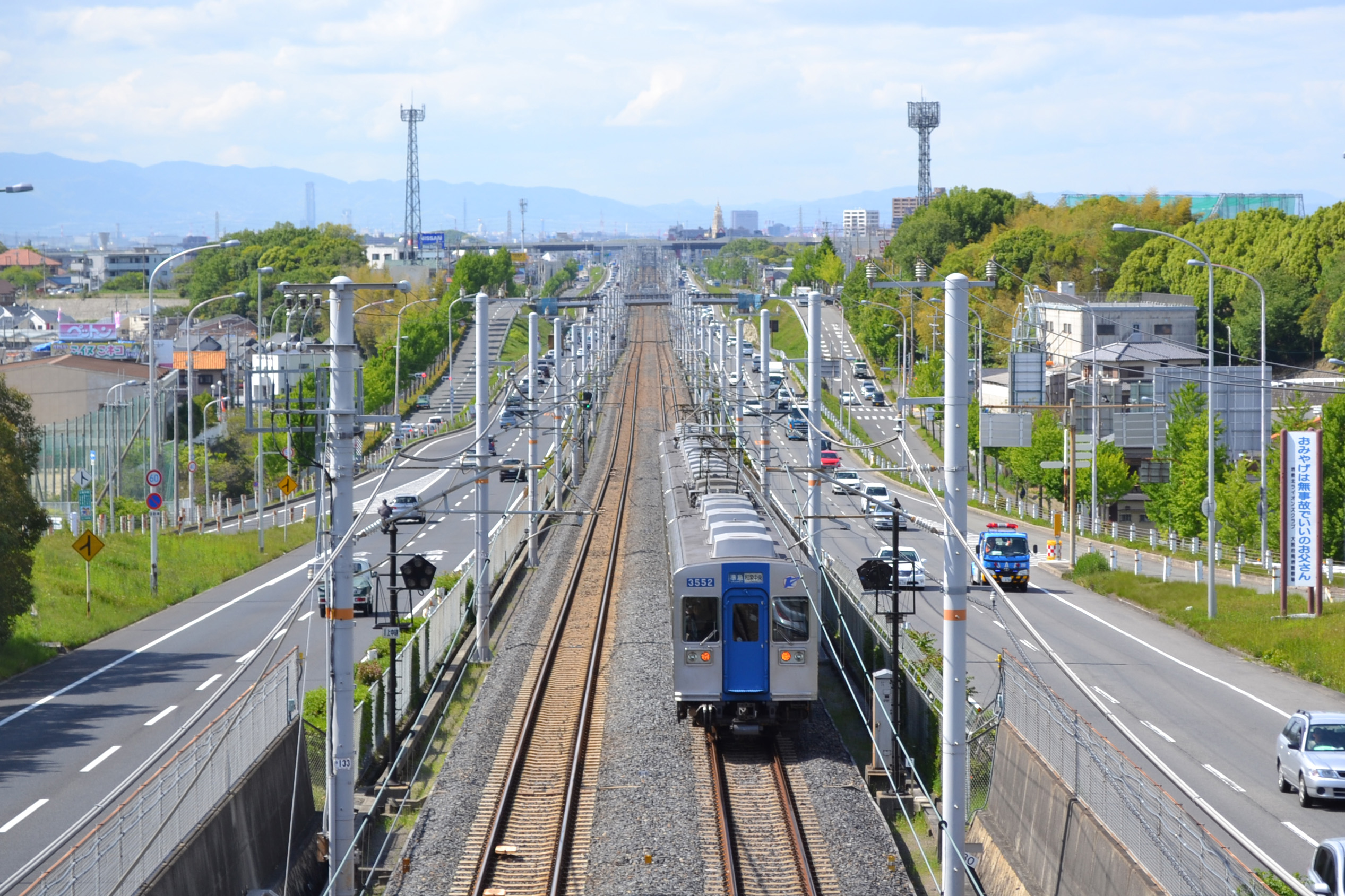
勾配が続く直線区間を走行する準急行 （深井 − 泉ケ丘間）
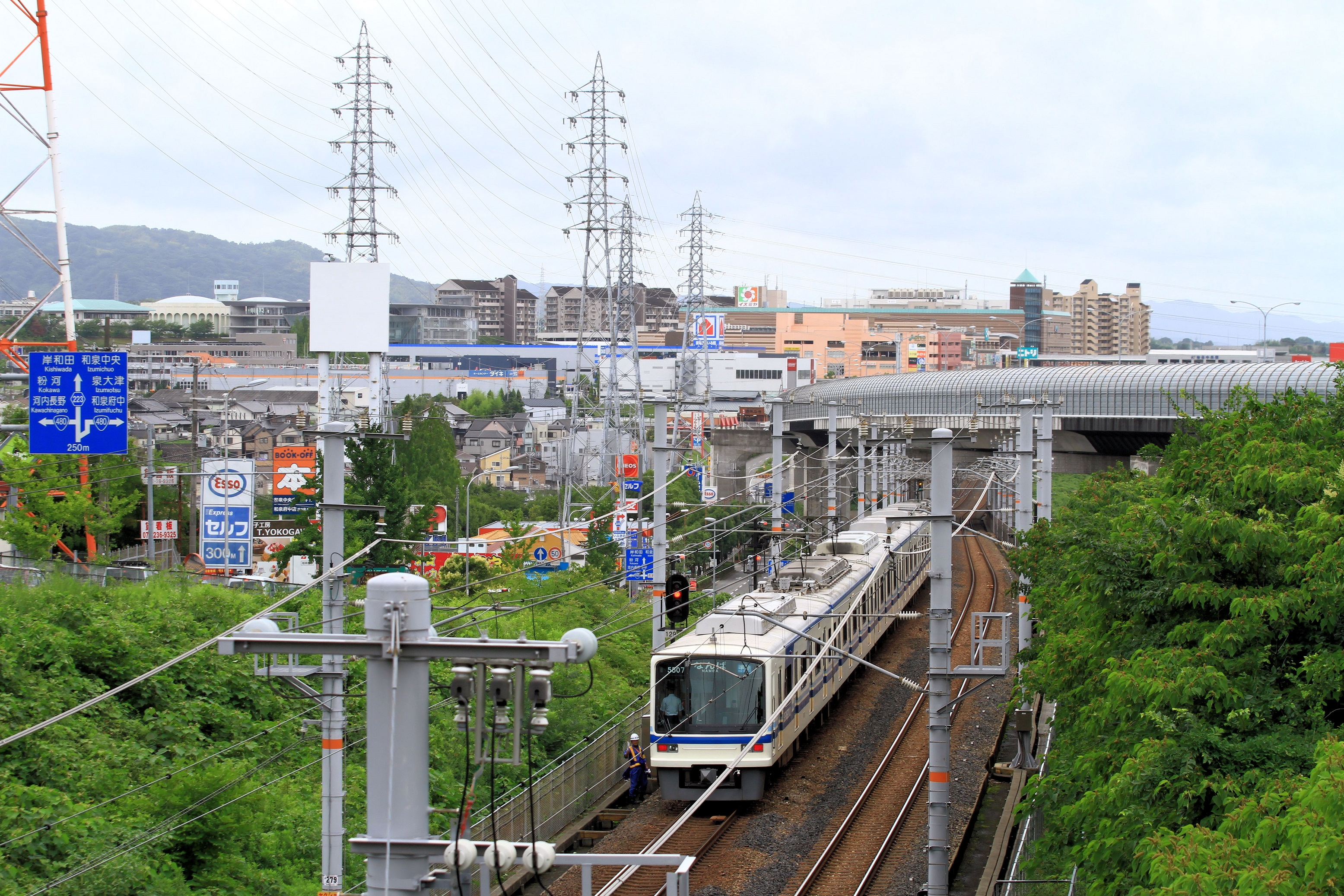
阪和自動車道をくぐり、和泉中央へ向かう準急行 （光明池 - 和泉中央間）

## 運行形態

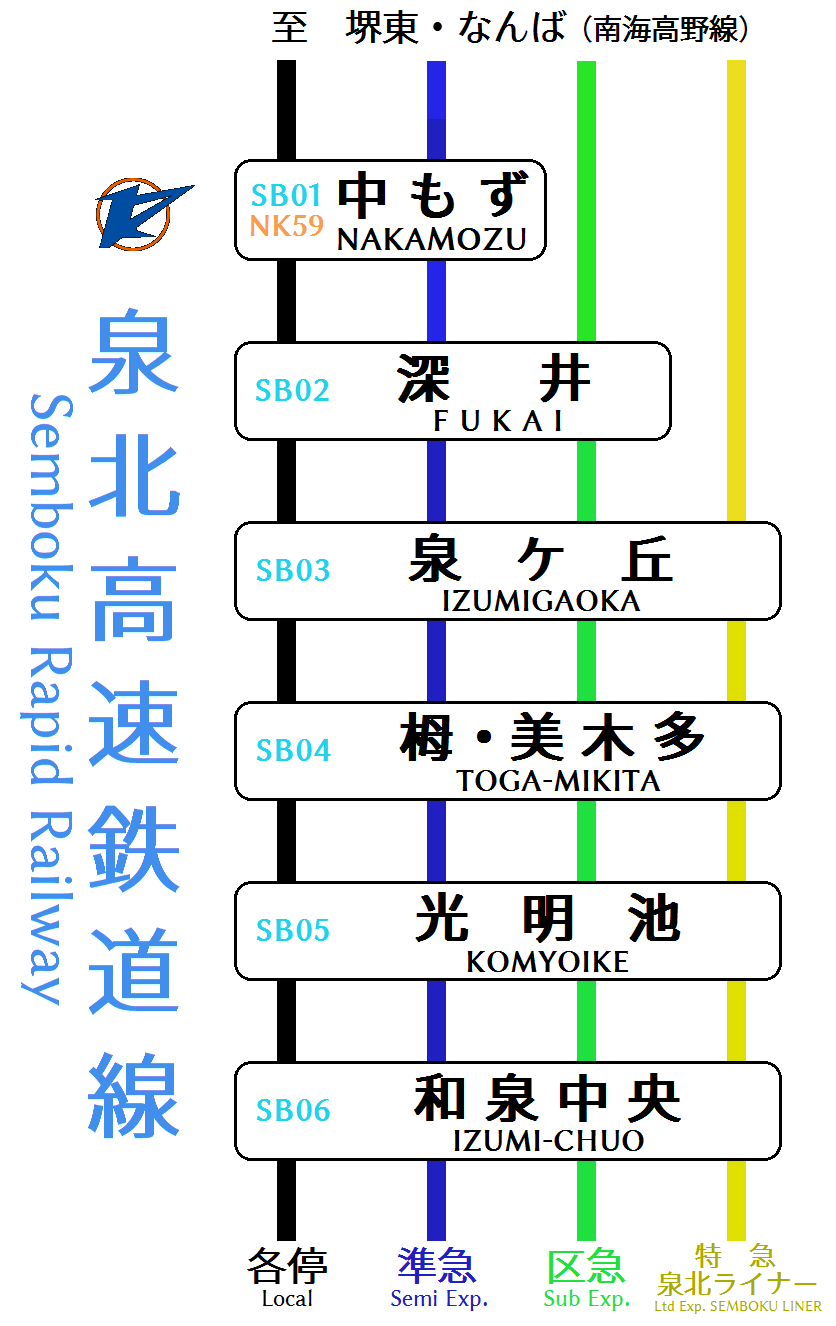
停車駅（泉北高速鉄道時代）

中百舌鳥駅 - 和泉中央駅間の線内折り返しで各駅停車が運転されているほか、特急「泉北ライナー」や、区間急行、準急行（準急）が中百舌鳥駅から高野線に乗り入れて難波駅まで相互直通運転を行っている。以下に各種別ごとの運行概況を示す。
2017年8月26日改正時点では、日中は1時間に8本（区間急行が4本、準急行・各駅停車が各2本ずつ）が運転されている。
1981年11月22日のダイヤ改正から平日朝に10両編成の列車が多数運転されていたが、近年の乗客減少により、2012年11月23日のダイヤ変更より区間急行はすべて8両編成となり、10両編成による区間急行はすべて無くなった。その後2013年7月22日の列車編成両数変更により、残る2往復の10両編成による準急行が8両編成となり、すべての列車が6両編成または8両編成で運用されるようになった。
線内に追い越し設備を持つ中間駅はないため、途中駅での追い越しが行われる列車は存在しない。よって以下の全種別とも、泉北線内では全区間先着する。

### 特急「泉北ライナー」
2015年12月5日のダイヤ改正で新設された有料特急。運行本数は2017年8月26日改正時点で平日上り12本・下り11本、土休日12往復（その内平日上り7本・下り6本、土休日上下とも6本が12000系で運行される）。和泉中央駅 - 難波駅間の運転で、停車駅は、和泉中央駅から泉ケ丘駅までの各駅と高野線の天下茶屋駅・新今宮駅・難波駅（終点）である。高野線の特急「こうや」「りんかん」が停車する堺東駅と、区間急行が停車する当線の深井駅は通過する。
2017年8月26日のダイヤ改正で、平日の朝に1往復、夕方以降に4往復、土休日も朝に1往復、夕方以降に3往復がそれぞれ増発された。
2022年11月1日から南海50000系（ラピート車）が運用に入り、一部列車は6両編成で運転されていたが、2023年9月30日をもって終了した。

### 区間急行
1987年4月18日の地下鉄御堂筋線中百舌鳥駅延伸開業に合わせ、同年3月29日のダイヤ改正で平日朝夕ラッシュ時に新設された（改正当日は日曜日だったため、運転開始は翌30日から）。泉北線の和泉中央駅 - 深井駅の各駅と高野線の堺東駅・天下茶屋駅・新今宮駅・難波駅に停車する。当線と高野線の接続駅で、地下鉄御堂筋線乗り換え駅でもある中百舌鳥駅は通過する。
運行開始当初は平日朝ラッシュ時に上り4本、夕方ラッシュ時に下り5本が運行されていた。その後、1995年9月1日のダイヤ改正で夕方ラッシュ時の本数が3本に減り、2000年12月23日のダイヤ改正以降2015年12月5日のダイヤ改正まで平日朝7 - 8時台の上り4本のみの運行となっていた。
しかし、2015年12月5日のダイヤ改正より、一部の準急行を置き換える形で、運転時間帯が上り・下りともにほぼ終日へと大幅に拡大された。特に、和泉中央駅発平日朝7時台の高野線直通列車はすべて区間急行となっている。また、日中にも初めて1時間に2本が設定されたほか、その他の時間帯でも1時間に1 - 3本が運転されている。
また2017年8月26日のダイヤ改正では、夕方以降の区間急行がすべて準急行に統一された一方、昼間の区間急行が1時間4本に増発された。
平日朝ラッシュ時の8両で運転される上り列車（天下茶屋駅に7:20〜8:30に到着する列車）は、和泉中央駅 - 天下茶屋駅間で難波寄り前から4両目の4号車を女性専用車としている。

### 準急行
高野線との直通列車として終日運転されている。中百舌鳥駅を含む泉北線内の各駅と、高野線の百舌鳥八幡駅・三国ヶ丘駅・堺東駅・天下茶屋駅・新今宮駅・難波駅に停車する。日中は1時間に2本運転されている。かつては日中に6両編成、ラッシュ時に8両編成とした列車が多かったが、2017年8月26日のダイヤ改正により以降は大半が8両編成での運転となった。また、下り列車で光明池駅止まりの準急行も少数ながら運行されていたが10両編成の廃止とともに設定消滅した。
2000年12月22日までは高野線が日中15分間隔であったため日中は1時間に4本（他に線内折り返しの各駅停車が2本）であったが、その後2015年12月4日までは高野線が日中12分間隔であったため日中は各駅停車と統合され1時間に5本 が運転されていた。
大半は始発から終点まで待避なしで先着していたが、2017年8月26日のダイヤ改正で一部の準急行が堺東駅で上下とも泉北ライナーの通過待ちをする列車が設定された。高野線を含めて準急行が通過待ちを行うようになったのは初である。

### 各駅停車
中百舌鳥駅 - 和泉中央駅（一部光明池駅）間の線内で折り返し運転を行っている。6両編成または8両編成で運転。
かつては難波駅まで直通する列車が、平日の深夜の上り1本（2013年10月26日のダイヤ変更までは土曜・休日にも運転）と、2015年12月5日以降に新設された日中（和泉中央駅発では12時台 - 14時台）の1時間に2本が運転されていたが、2017年8月26日のダイヤ変更で両者とも運行を終了した。日中の難波発着は全て南海車の4両編成で運転されていた。
線内折り返し運転の列車は中百舌鳥駅で高野線の各駅停車との接続が考慮されている場合が多い。なお堺東駅で泉北線に接続する各駅停車に接続する河内長野・橋本方面の急行（快速急行・区間急行）に関しては天下茶屋駅・新今宮駅・難波駅では「堺東で各停乗換、中百舌鳥で泉北線に接続」と案内される。中百舌鳥駅で区間急行や泉北ライナーの通過後の接続になるために、下りは泉北線内、上りは堺東駅以遠の優等列車停車駅までの最先着列車にならないケースがある。2015年12月5日のダイヤ改正では中百舌鳥駅を通過する特急「泉北ライナー」や区間急行を補完する設定となったために線内折り返し列車の運行本数が減らされている。

## 乗務員
開業時は南海電気鉄道に業務を委託していたため、南海の乗務員が泉北高速鉄道線内も乗務していた。
その後1986年（昭和61年）に鉄道事業法が公布され、従来の方式のままでは第三種鉄道事業者となり運賃や料金の決定、運行計画の策定を自社でできなくなるため、これを維持するためには自社の運転士が必要となる第一種鉄道事業者への転換が必要となった。その結果、1987年（昭和62年）8月に第一種鉄道事業者になることを決断、1988年（昭和63年）3月24日に運輸省の認可を得た。これを機に自社運行へ段階的に移行することとなった。
1990年（平成2年）7月1日にまず線内折返し列車から泉北高速鉄道の乗務員による運行が開始され、1992年（平成4年）4月5日より区間急行を除く全列車が泉北の乗務員による運行となった。これにより、中百舌鳥駅で南海と泉北の乗務員が交代する運行方式となった。ただし、区間急行については境界駅である中百舌鳥駅を通過することから南海の乗務員による運行を継続することとなった。
1995年の和泉中央駅延伸後は、光明池 - 和泉中央間に限り、区間急行も泉北高速鉄道の乗務員が運行していた。2014年に泉北高速鉄道が南海の子会社になり、2015年12月5日に区間急行が増発されたため、この日に運転を開始した特急とともに、全区間を南海の乗務員が担当するようになった。なお、光明池車庫がある関係上、光明池駅で乗務員の交代を行う場合がある。
2025年（令和7年）4月1日に、泉北高速鉄道が南海に吸収合併されたため、同日以降は全列車・全区間が南海乗務員（高野線列車区）による運行となっている。

## 使用車両
高野線所属車両はズームカー（17m級2扉車）以外の車両が使用される。特急用車両は2015年12月5日より11000系（代走は南海本線所属の12000系を借り入れた上で運用）が乗り入れている。2017年1月27日からは泉北高速鉄道保有の12000系が投入され（南海合併後は南海が保有）、以後は2編成の運用となっている。

### 現在の使用車両
特急用車両

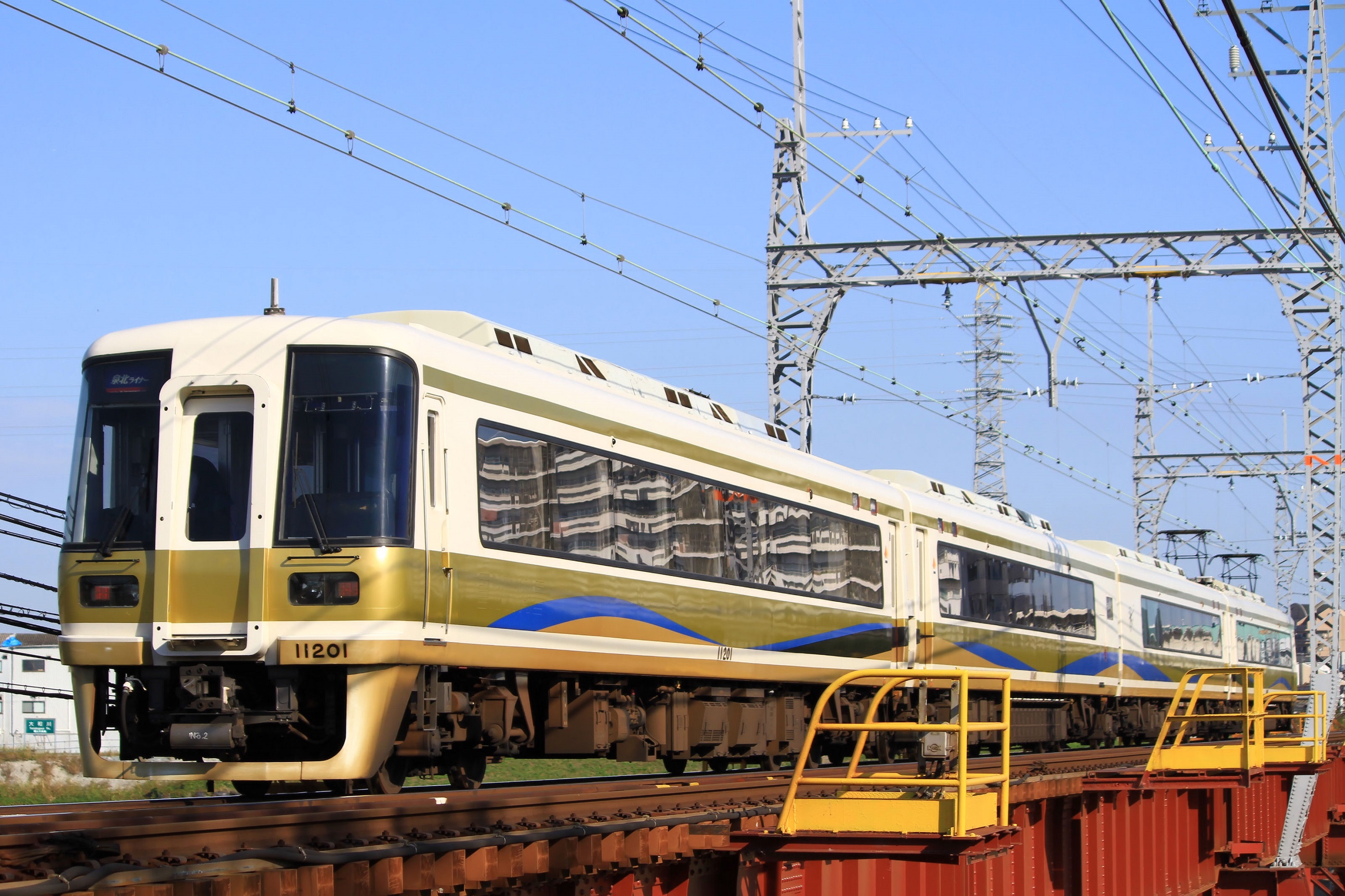
11000系
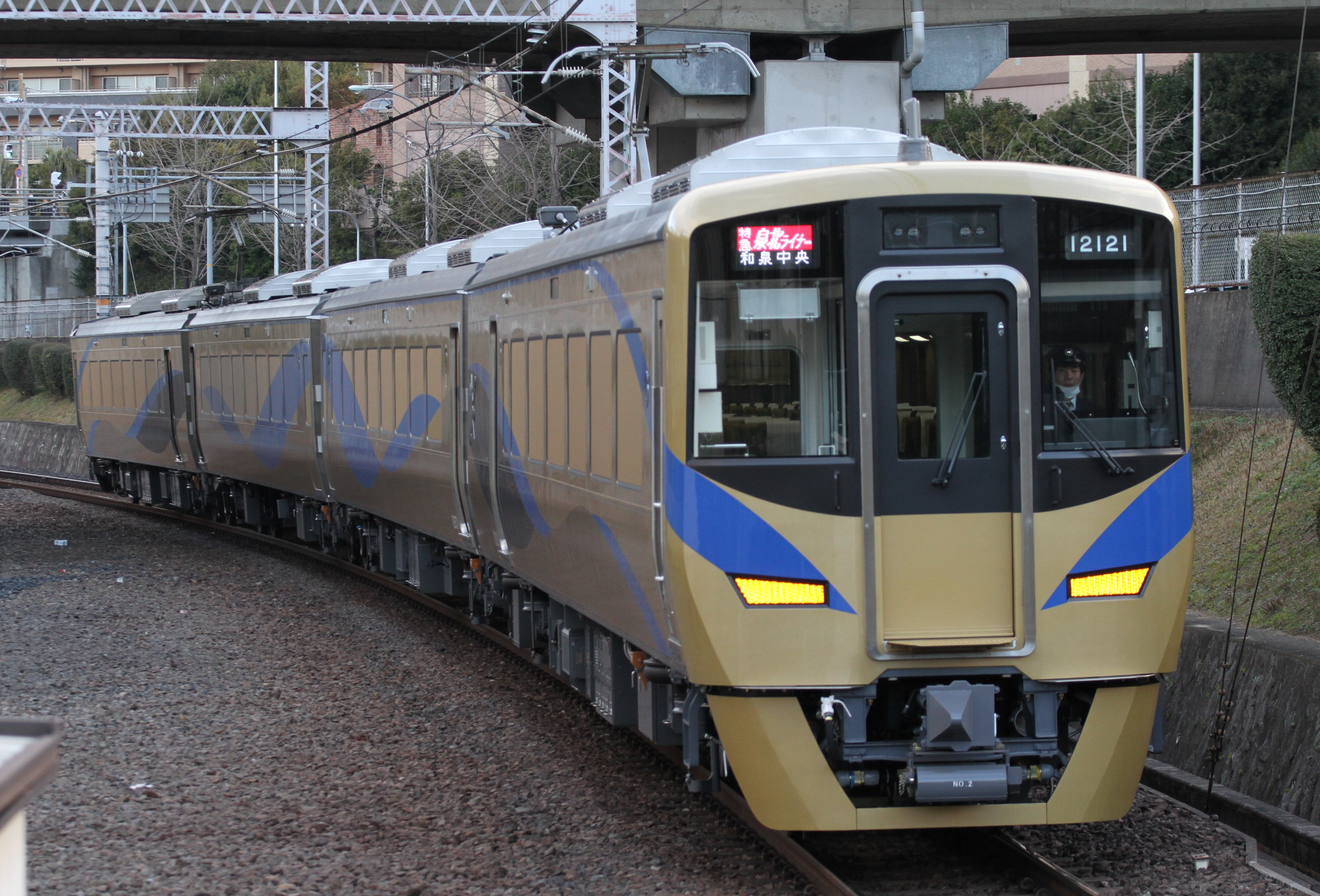
12000系 - 泉北ライナー専用車両のほか、11000系が「りんかん」で運用される際は「サザン」用の車両が代走する。
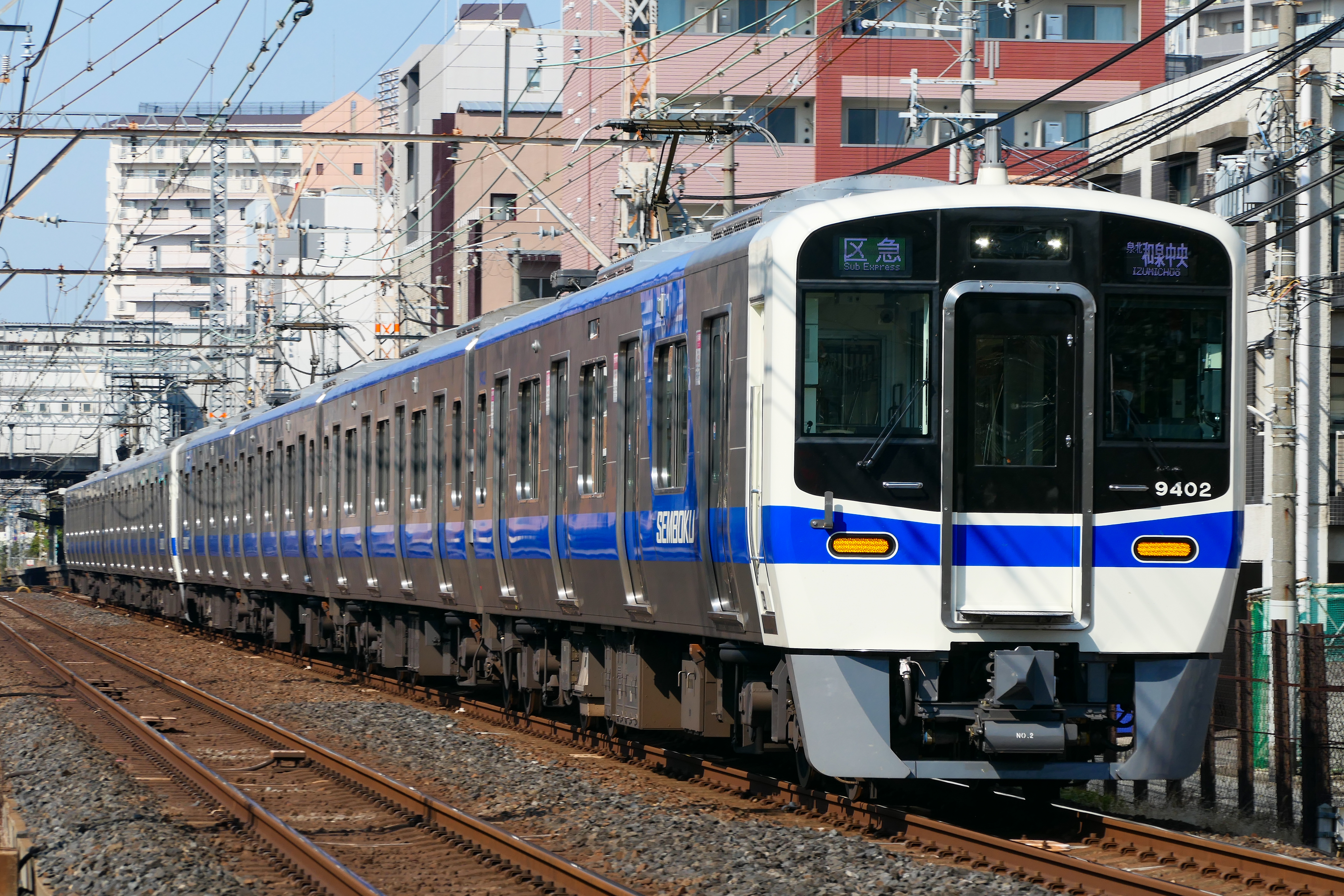
9300系
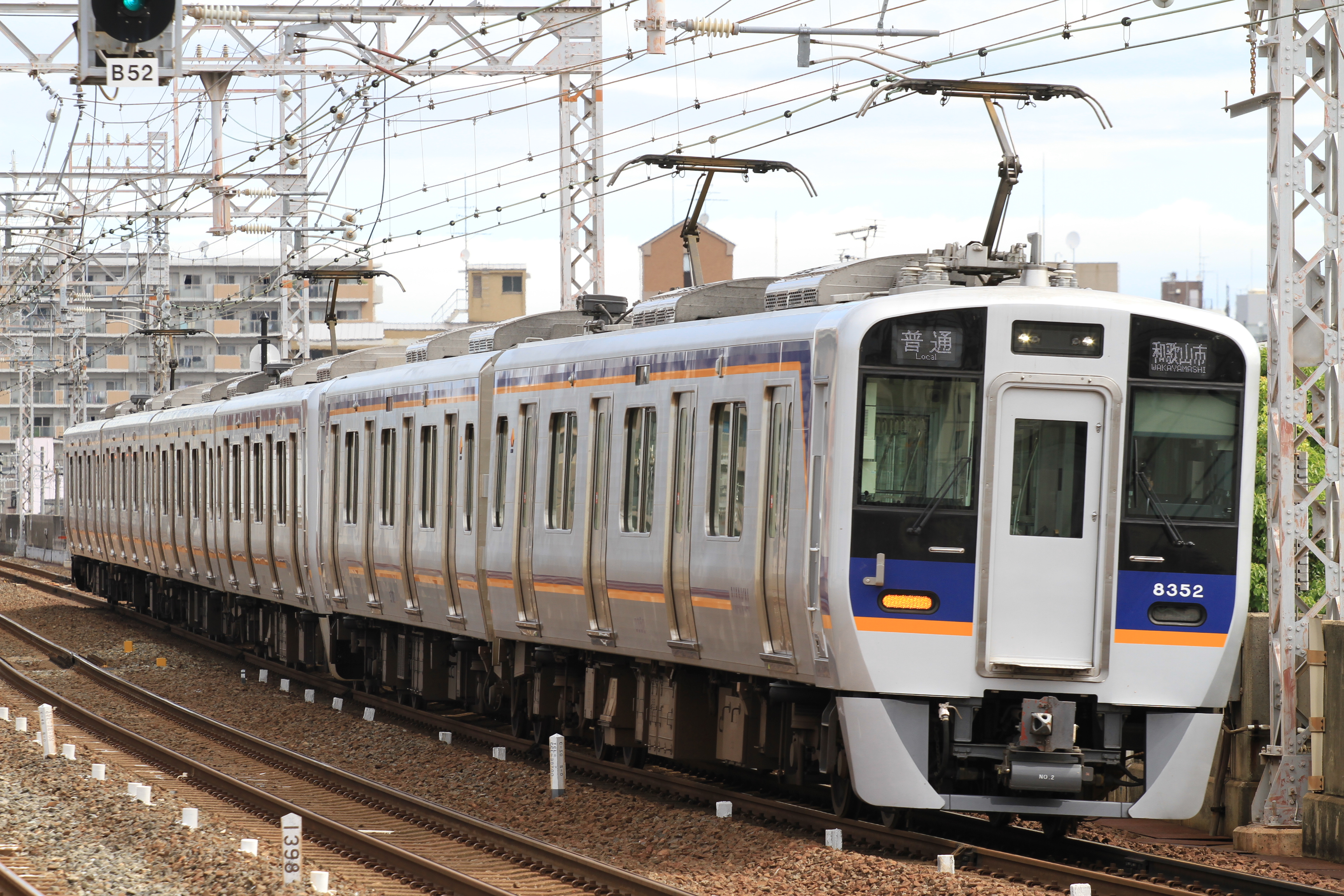
8300系
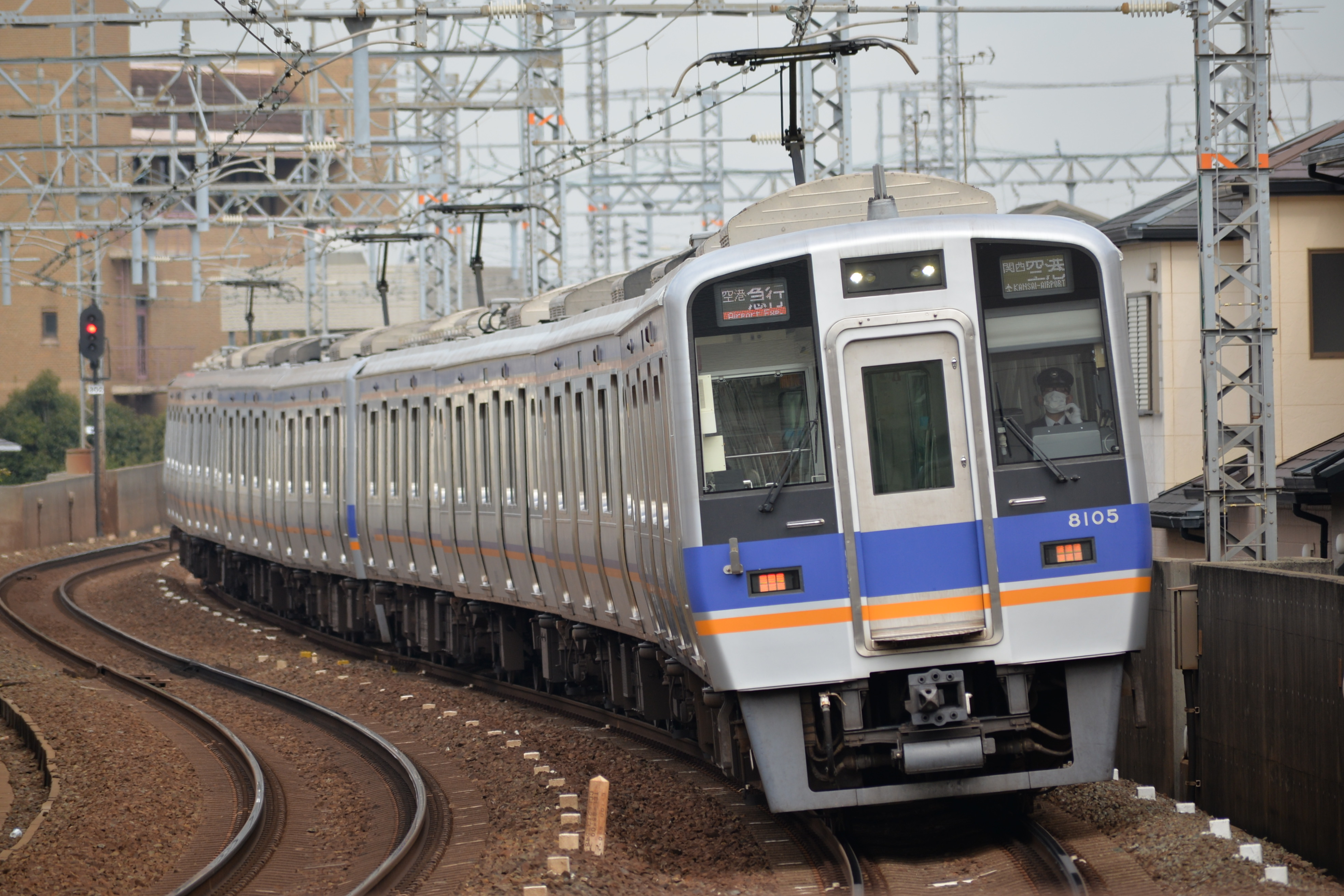
8000系（2代）
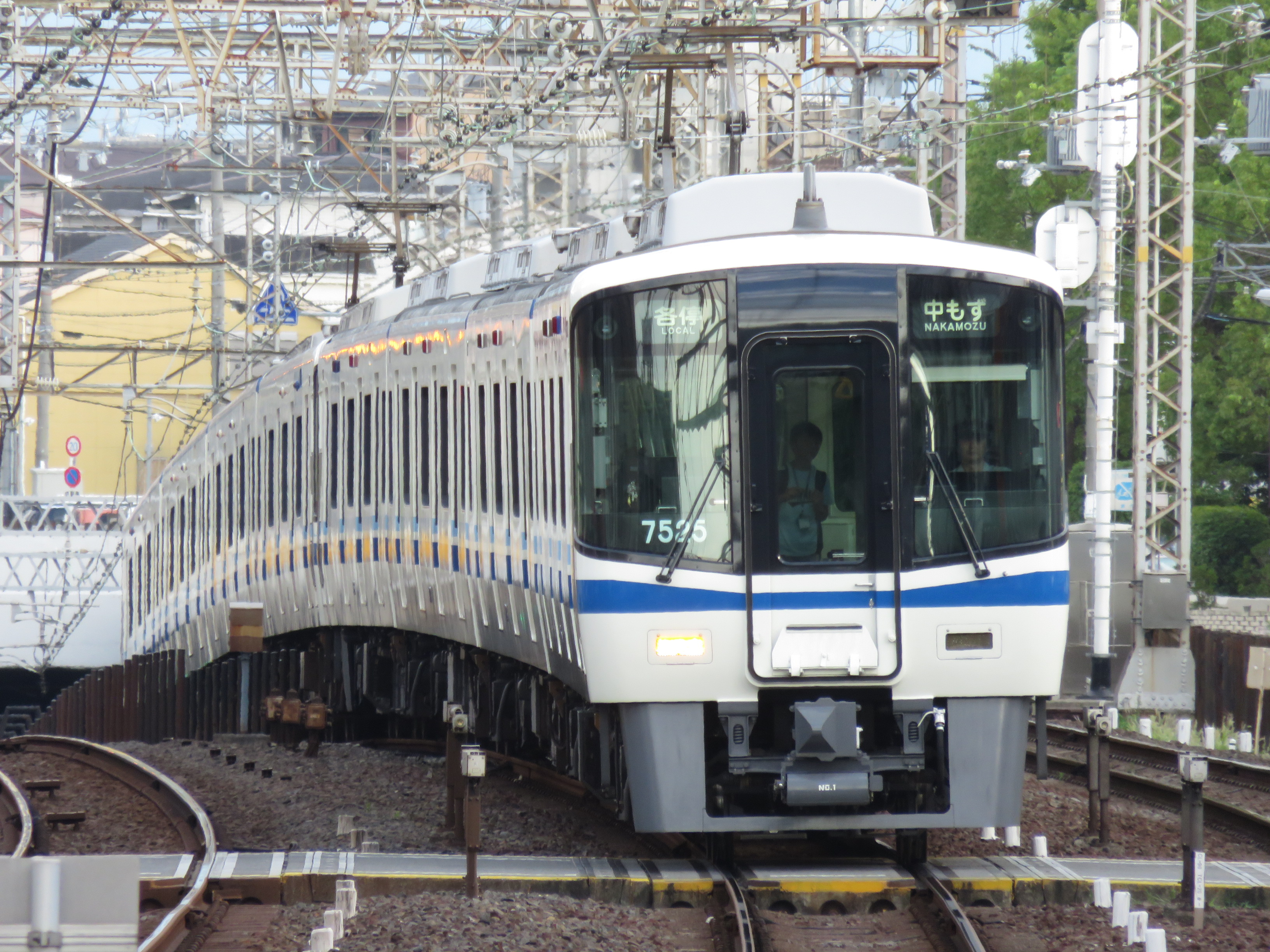
7020系
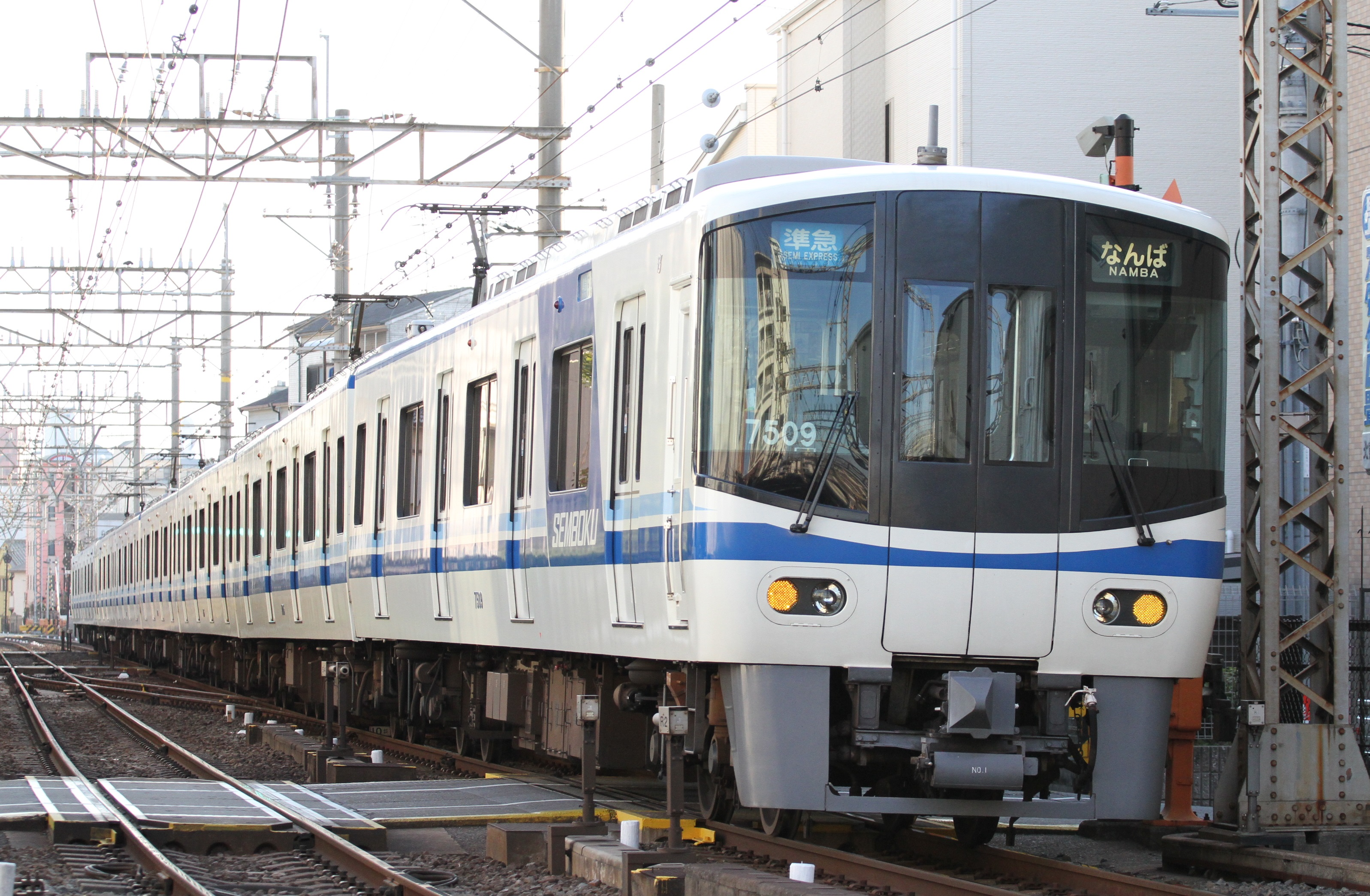
7000系
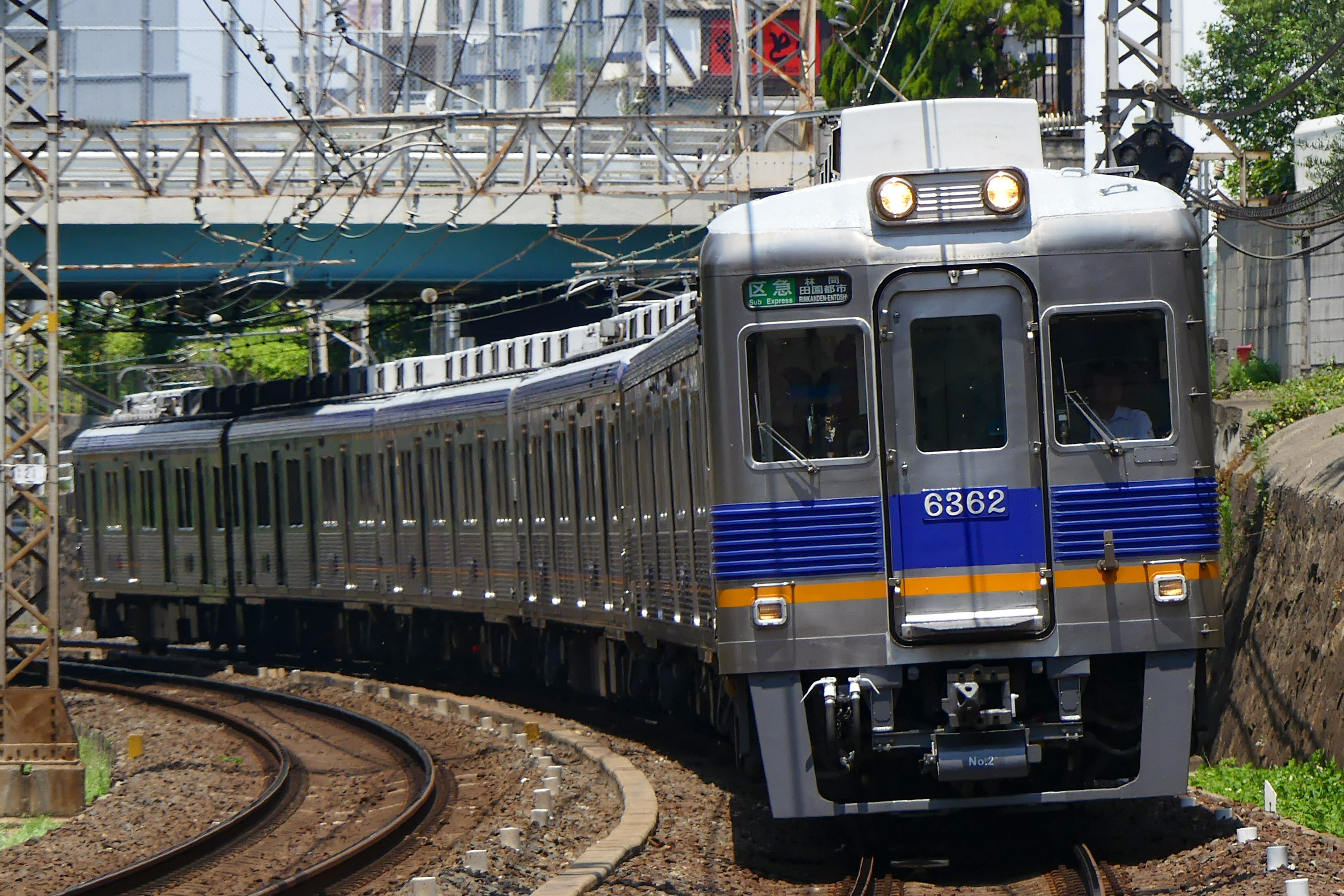
6300系
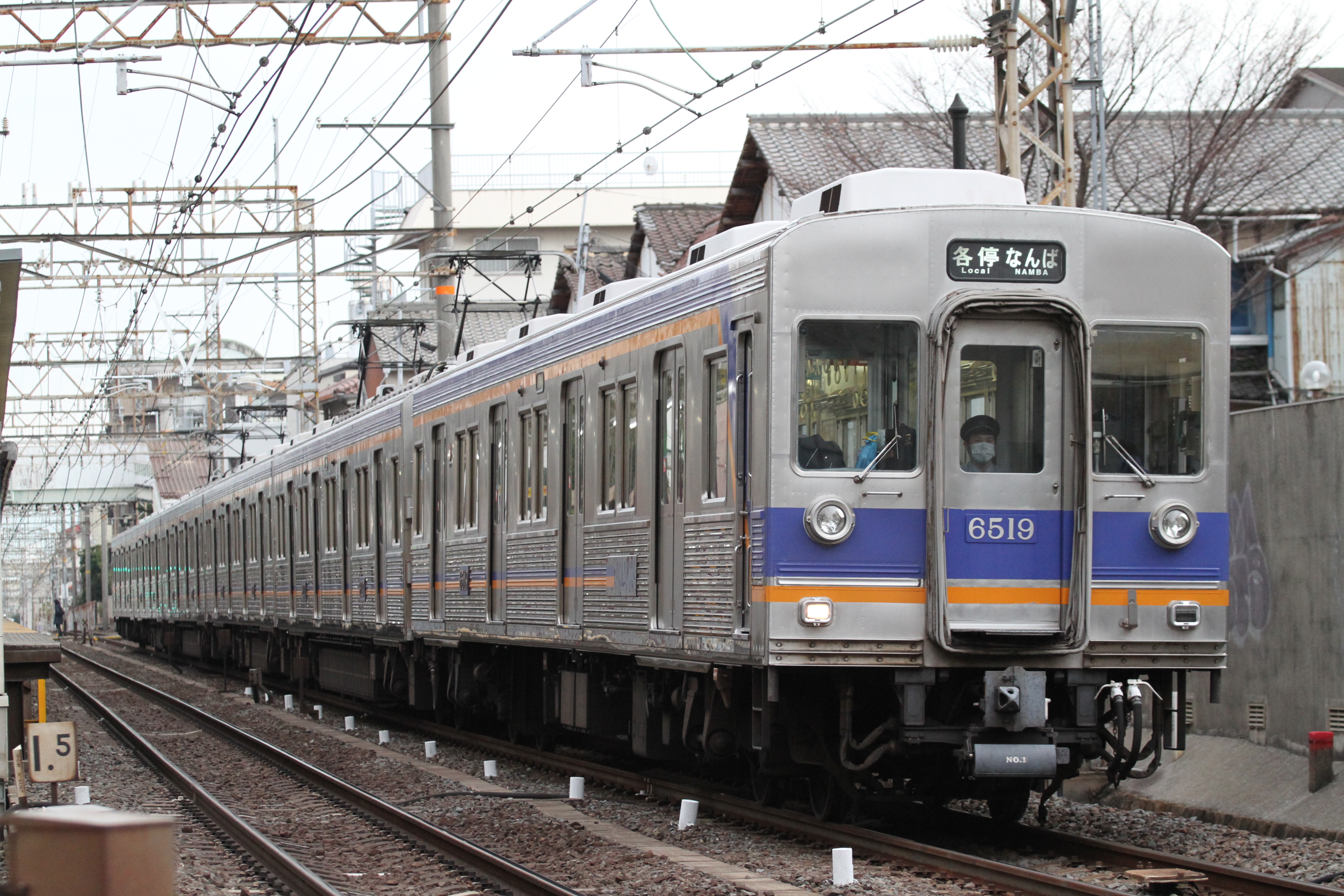
6200系
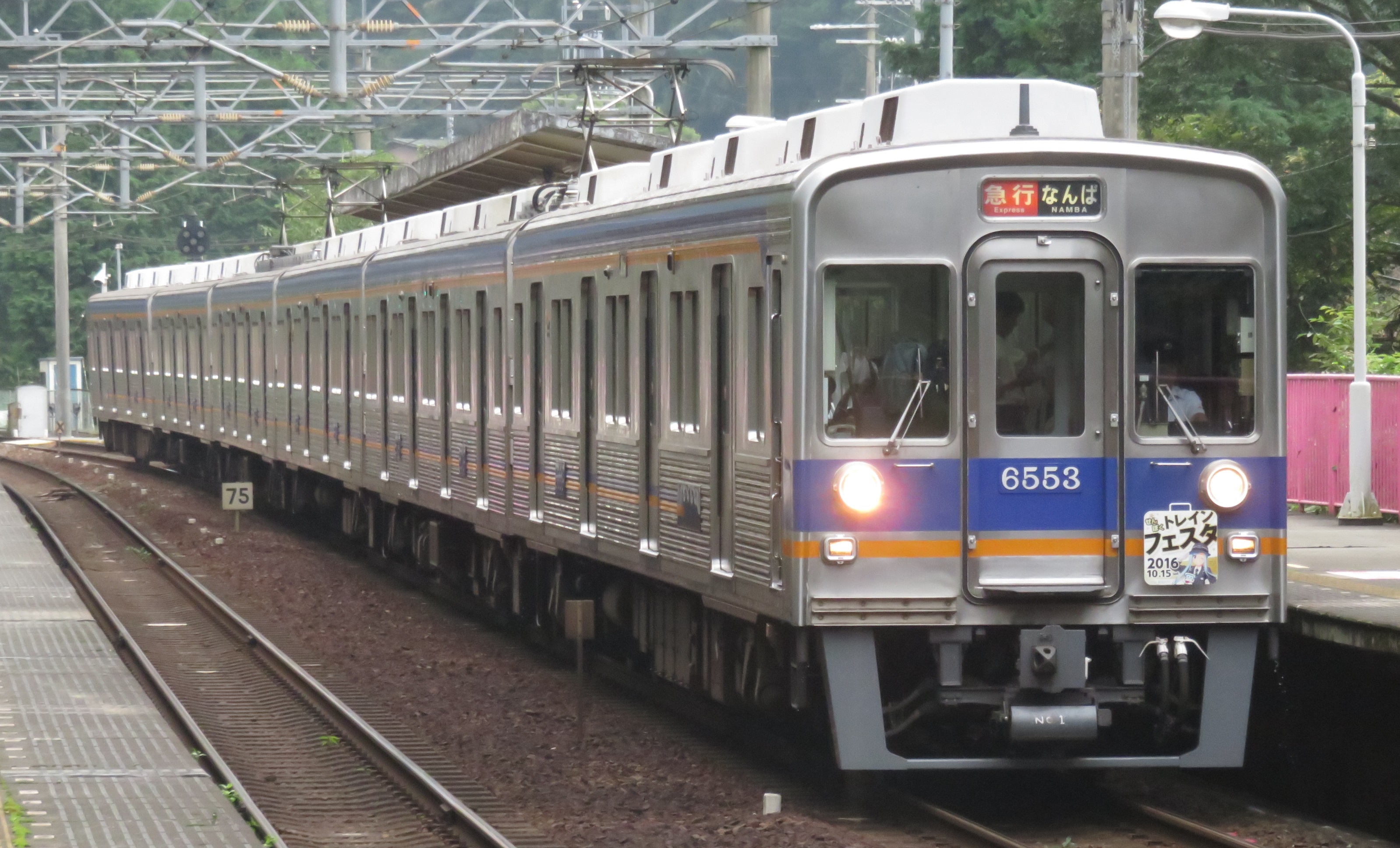
6200系50番台
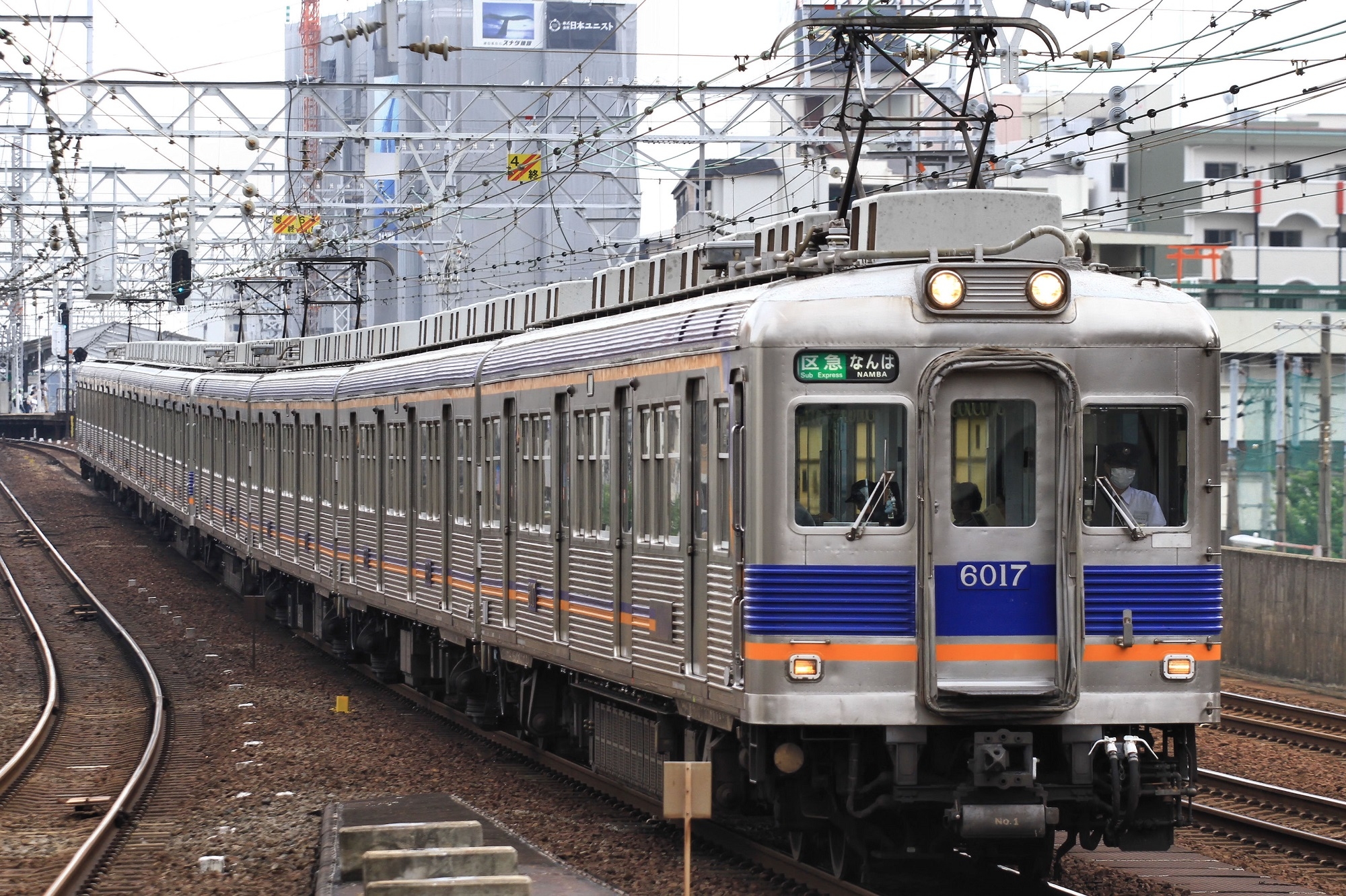
6000系
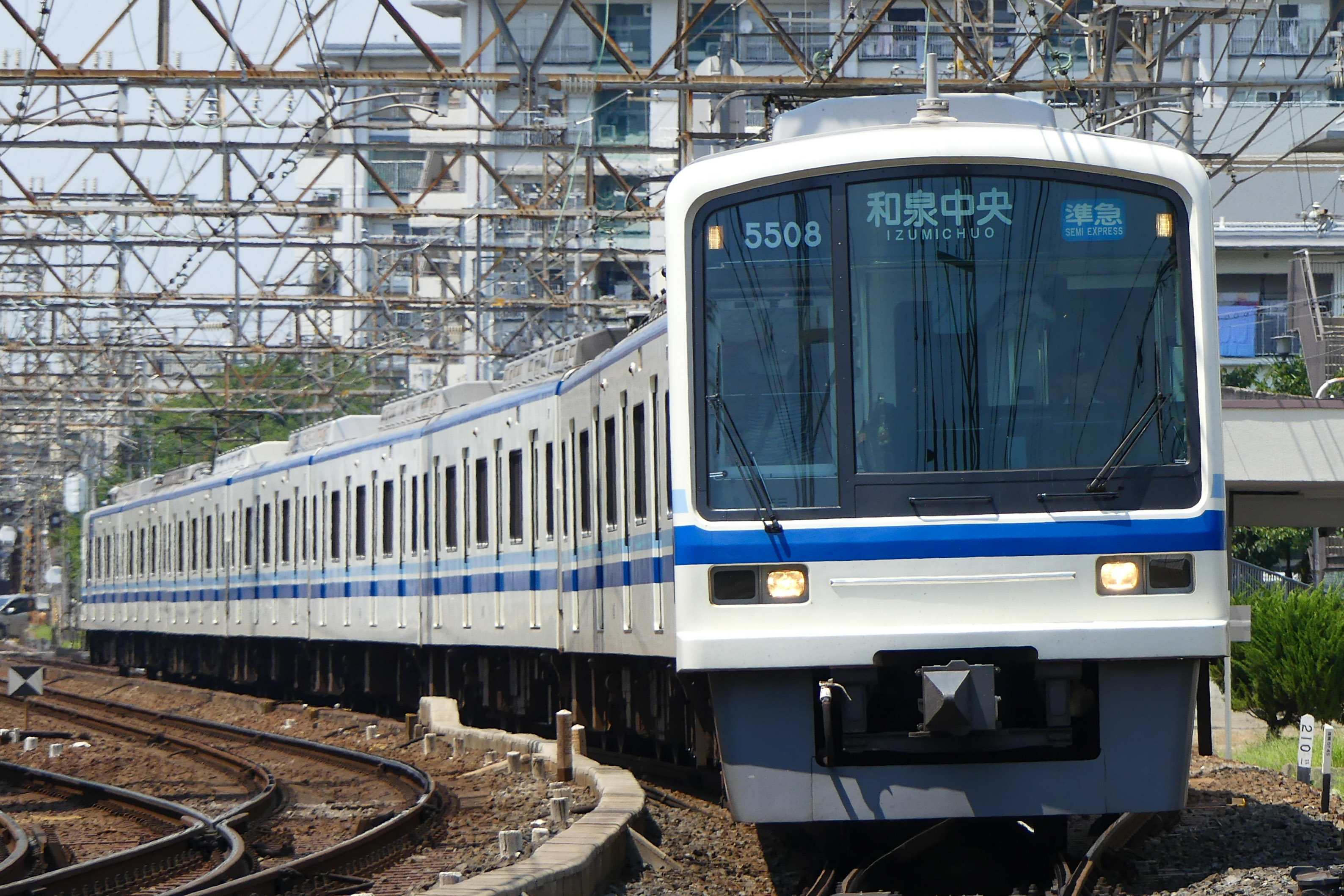
5000系
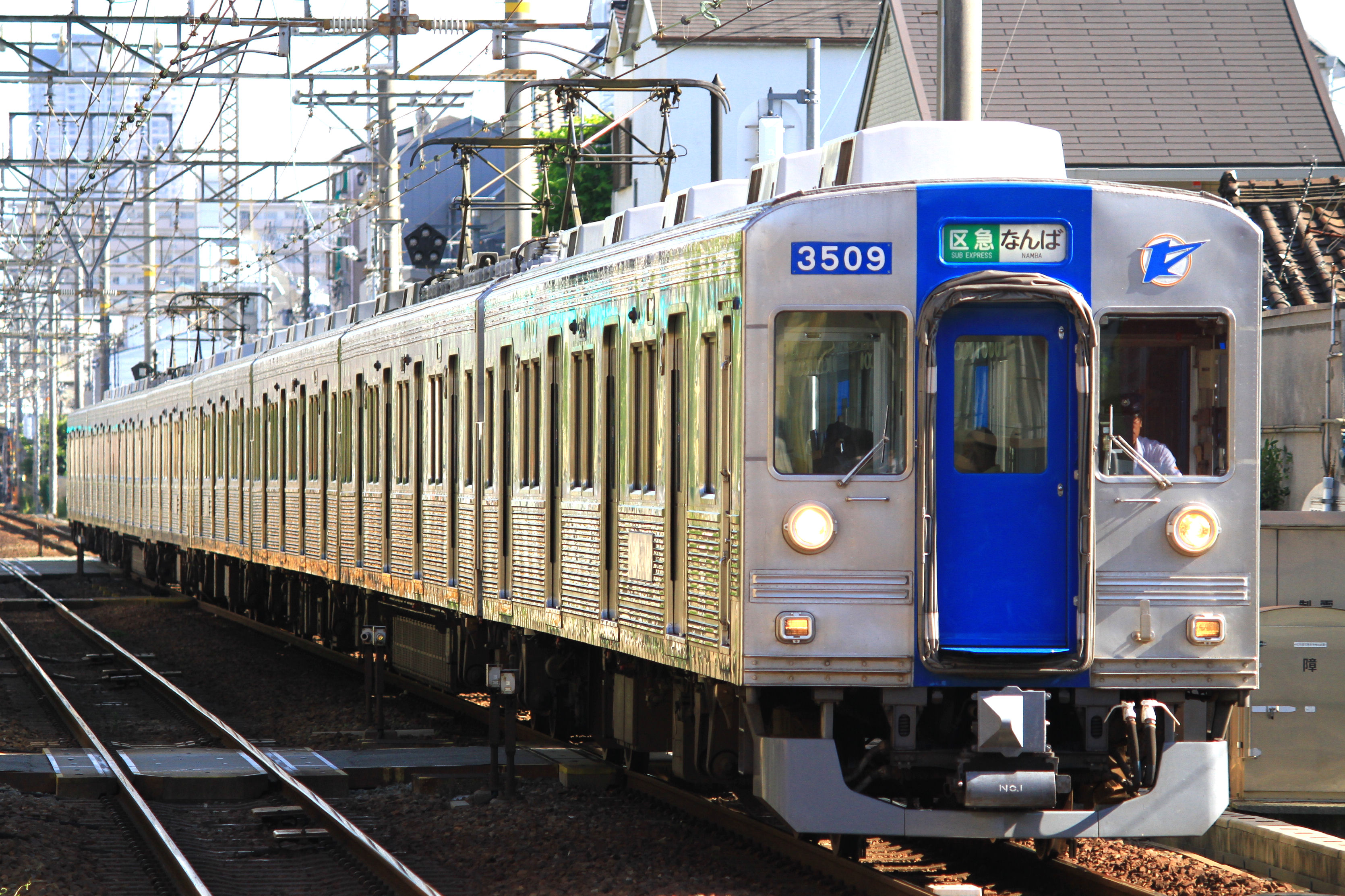
3000系

通勤用車両
下記車両のうち9300系・7020系・7000系・5000系・3000系は元泉北高速鉄道の車両である。
- 9300系
- 8300系
- 8000系電車 (2代)
- 7020系
- 7000系
- 6300系
- 6200系
- 6200系50番台
- 6000系
- 5000系
- 3000系

- 11000系
- 12000系
- 9300系
- 8300系
- 8000系（2代）
- 7020系
- 7000系
- 6300系
- 6200系
- 6200系50番台
- 6000系
- 5000系
- 3000系

### 過去の使用車両

#### 泉北高速鉄道（大阪府都市開発）
- 100系

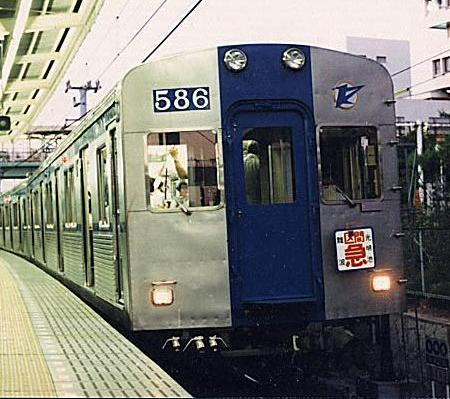
100系（登場時）
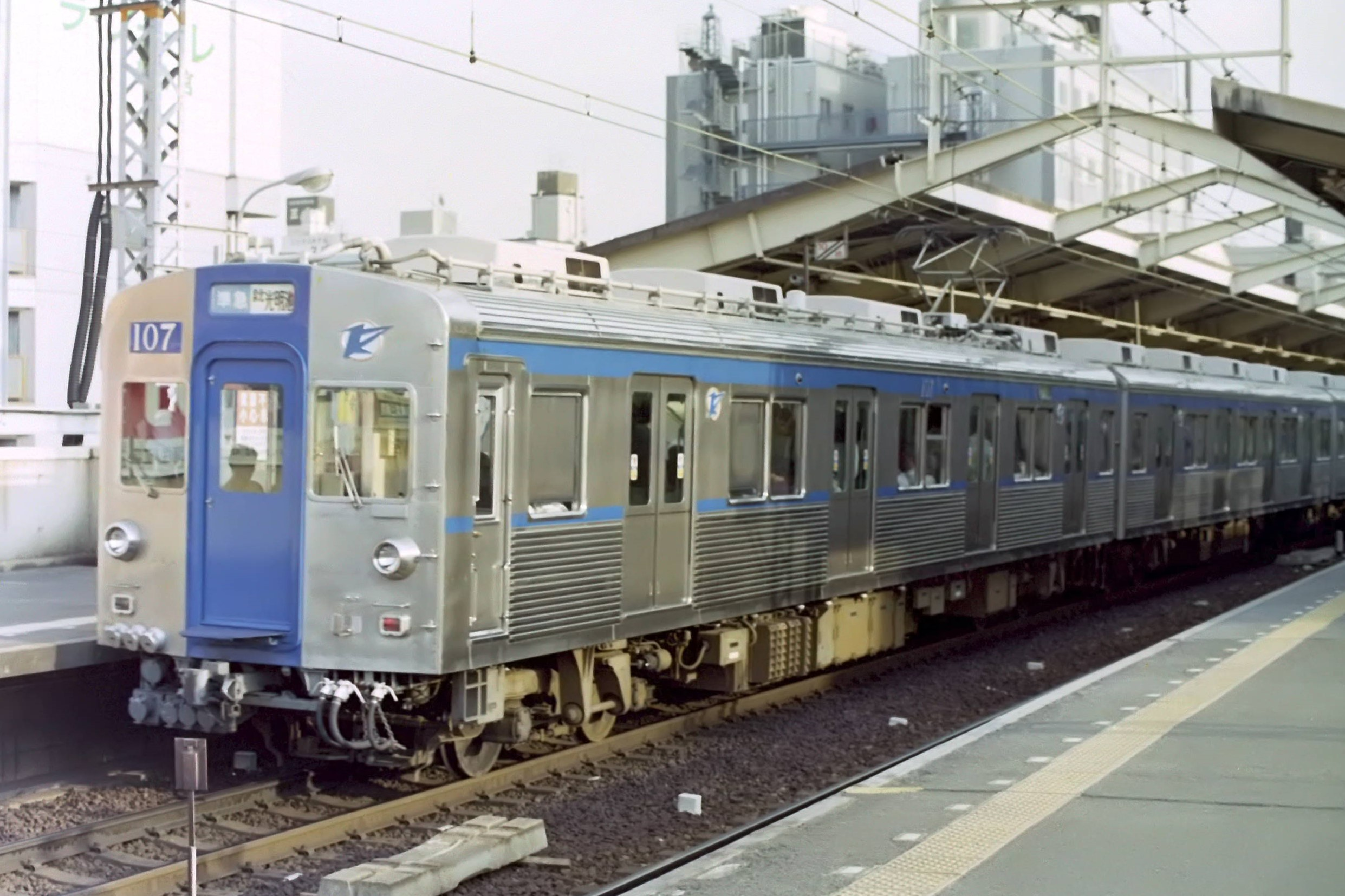
100系（更新後）

#### 南海電気鉄道
特急用車両
- 50000系 - 2022年11月から2023年9月の間運行。

通勤用車両
1000系を除いて、いずれも車両自体は、他の系列に改造・編入され使用されている。
- 6100系 - 6300系に改造。
- 8000系（初代） - 6200系に編入。
- 8200系 - 6200系に編入。
- 1000系 - 2024年3月にて全て南海本線に転籍。

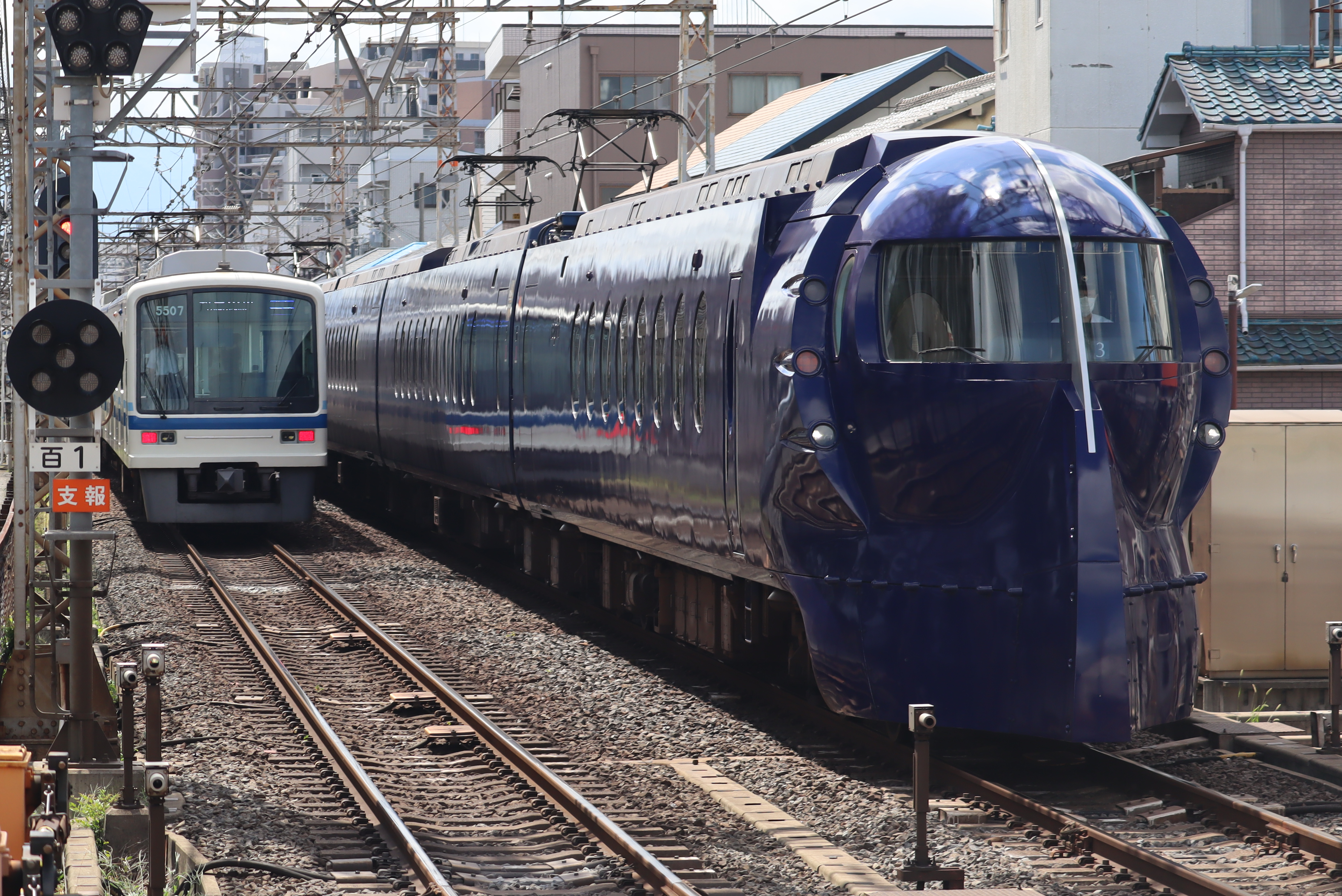
50000系
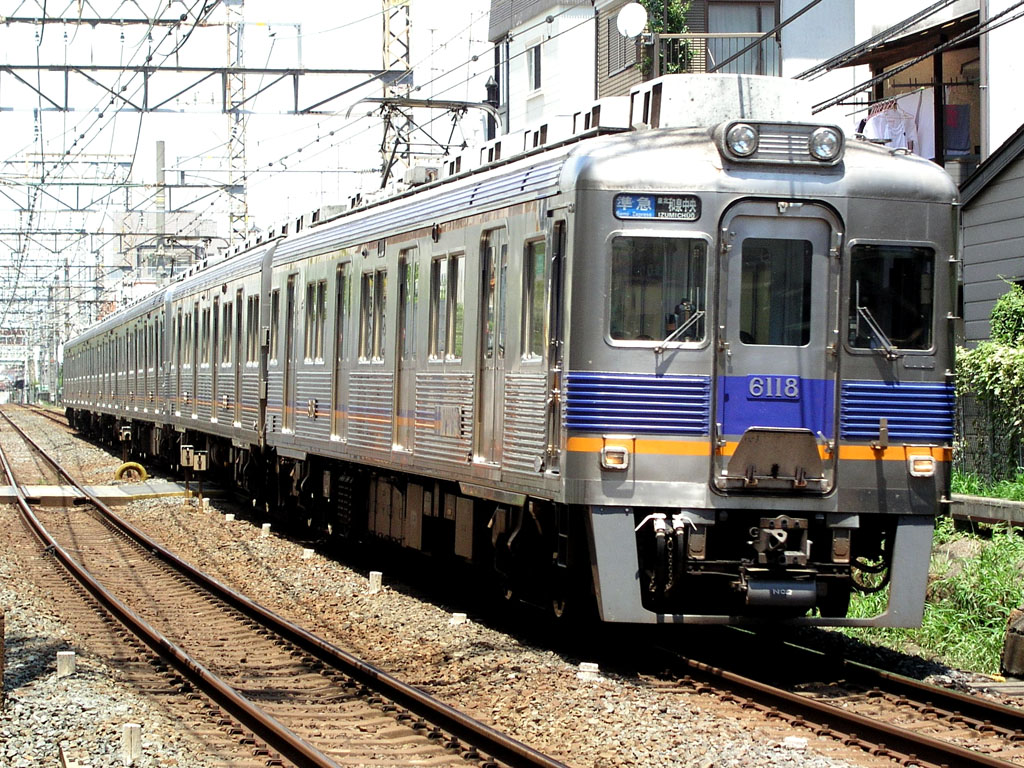
6100系
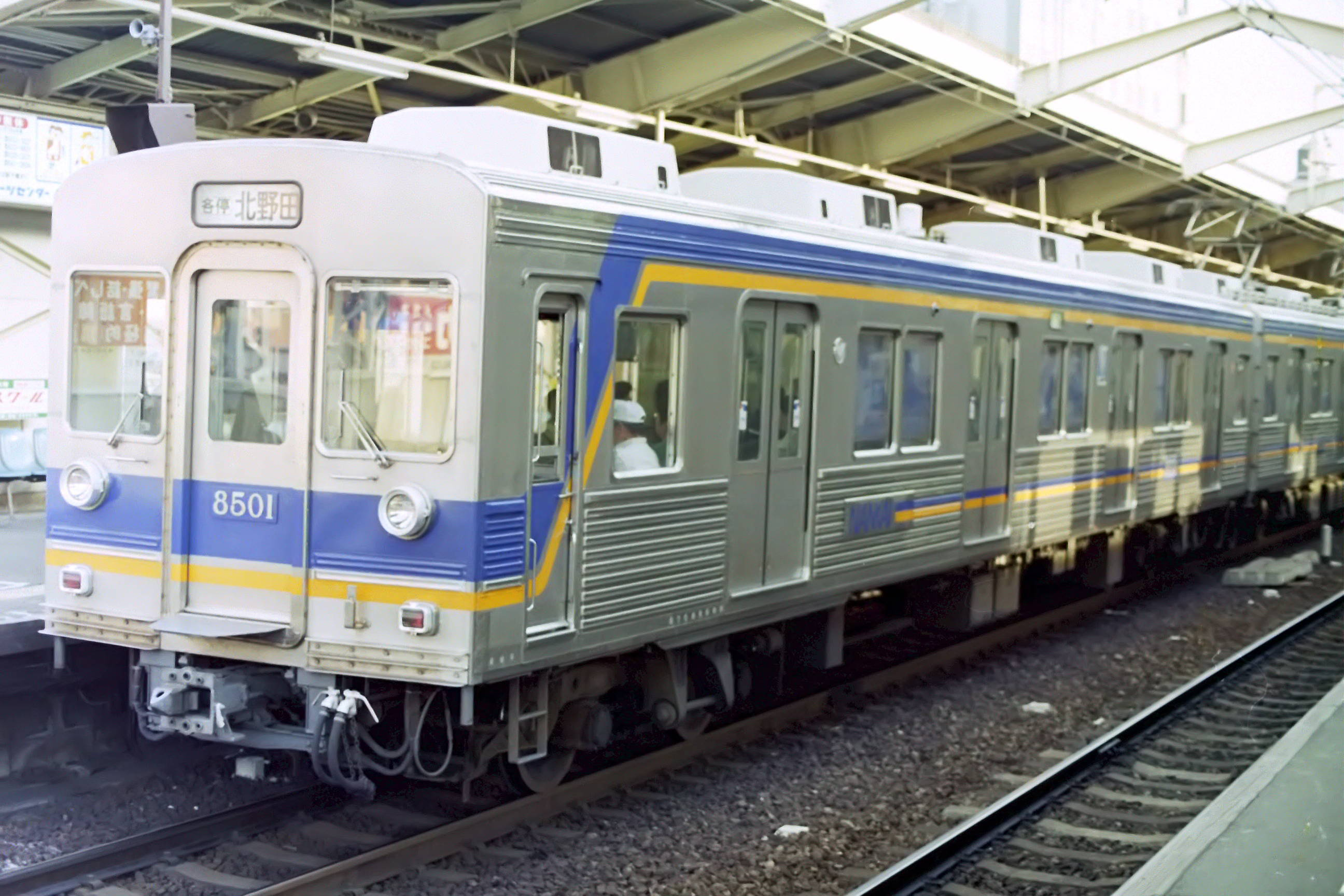
8000系（初代）
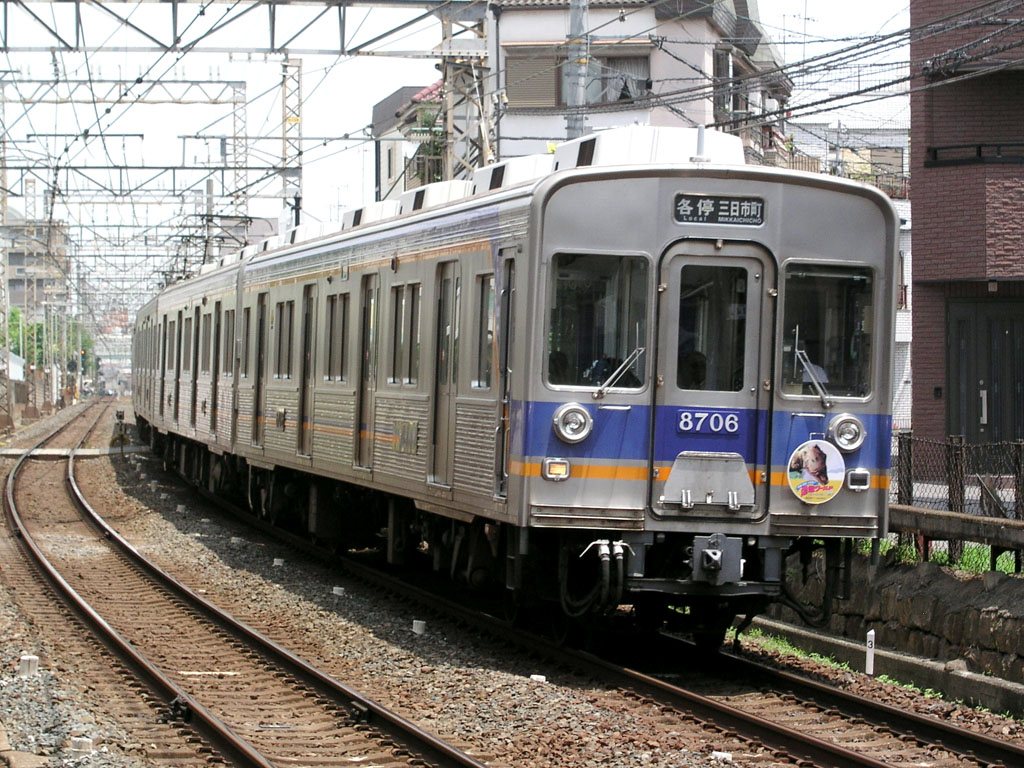
8200系
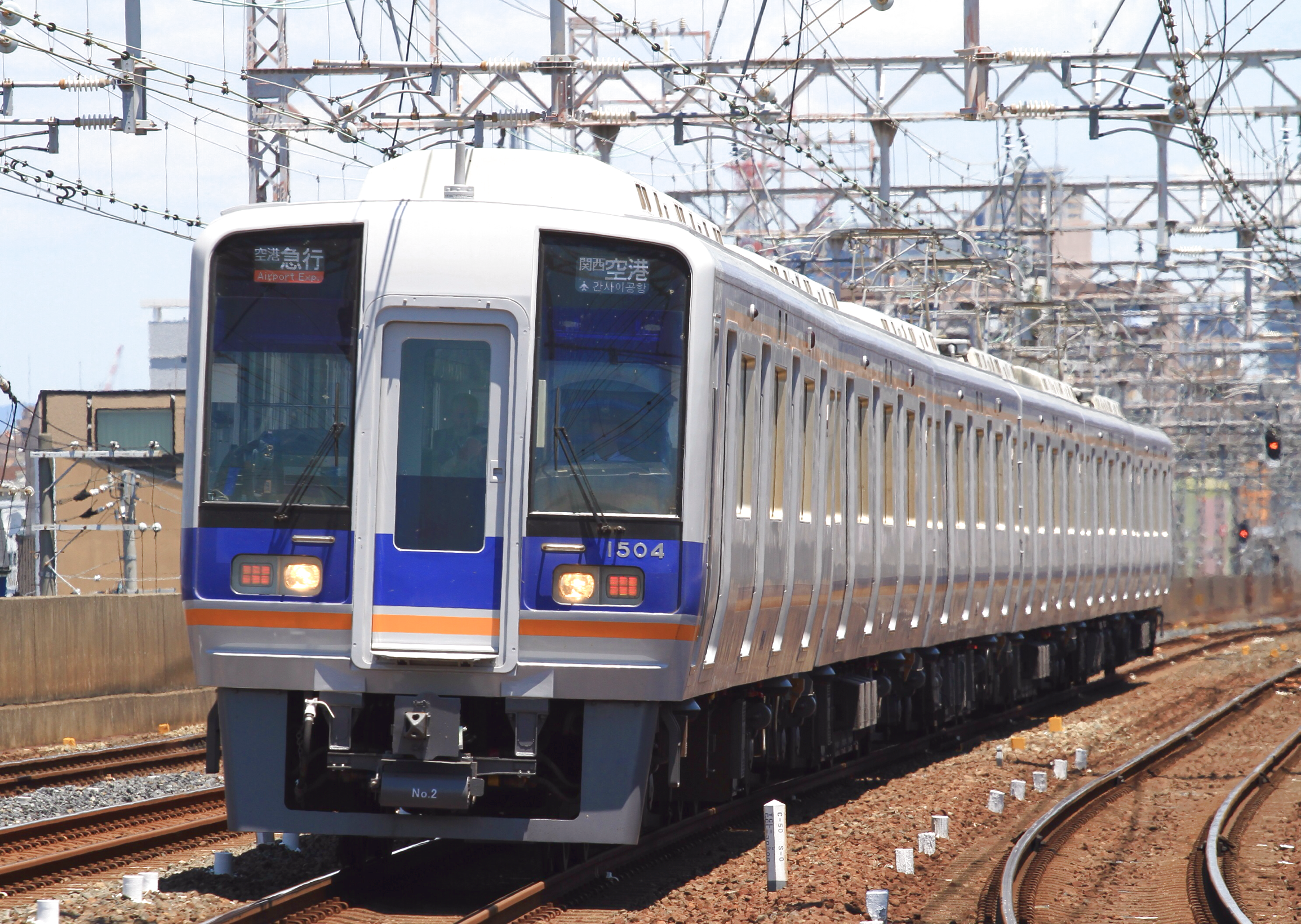
1000系

## 歴史
戦後日本の高度経済成長期に多くの若者が集団就職などで各地から大都市圏に移り住んできた。大阪府も例外ではなく、北大阪の千里ニュータウンなど郊外での都市開発が活発に行なわれていた。そんな中、国鉄（現在のJR西日本）阪和線沿線と南海高野線沿線の間の地域に新しい街を創るという構想が持ち上がり、泉北ニュータウンが建設された。
泉北高速鉄道線は、泉北ニュータウンと大阪都心を結ぶことを目的として計画された。泉北ニュータウンの鉄道計画としては、大阪市営地下鉄1号線（現在のOsaka Metro御堂筋線）の延伸案、国鉄阪和線、南海高野線、近鉄南大阪線からの分岐案が検討された。これら4案の中から営業エリア上も問題がなく、輸送能力に余力があった高野線からの分岐案が採用された。概要節で前述のとおり南海電鉄直営が検討されたものの、南海電鉄が多額の投資が必要な新規路線を持つことを断念し、トラックターミナルを運営していた大阪府の第三セクター大阪府都市開発（2014年に南海グループ傘下に移り、泉北高速鉄道に社名変更）が1969年3月に中百舌鳥 - 光明池間の敷設免許を取得。1971年4月1日に中百舌鳥 - 泉ケ丘間が開業、1977年8月20日には光明池駅まで開業し、1969年に免許を受けた区間がすべて開通した。しかし、1975年11月30日に和泉市で池田忠雄市政が発足し、その市政の下で『和泉ニュータウン』構想が生まれ、泉北高速鉄道線を光明池駅から更に延伸させてはどうかという話が持ち上がった。この時の『和泉ニュータウン』構想が後に現在の『トリヴェール和泉』となり、それに伴う和泉市中南部の人口増加が1995年4月1日の和泉中央駅までの開業に繋がった。

### 年表
- 1969年（昭和44年）9月16日：中百舌鳥駅 - 泉ケ丘駅間が着工される[32]。
- 1971年（昭和46年）4月1日：中百舌鳥駅 - 泉ケ丘駅間が開業。
- 1972年（昭和47年）6月27日：泉ケ丘駅 - 栂・美木多駅間が着工される[33]。
- 1973年（昭和48年）
  - 10月7日：架線電圧を1500Vに昇圧（南海高野線と同時）。
  - 12月7日：泉ケ丘駅 - 栂・美木多駅間が開業。
- 1974年（昭和49年）2月22日：栂・美木多駅 - 光明池駅間が着工される[33]。
- 1977年（昭和52年）8月20日：栂・美木多駅 - 光明池駅間が開業。光明池車庫を使用開始[注釈 7]。
- 1981年（昭和56年）11月22日：朝ラッシュ時の準急行の一部が10両編成で運行される[34]。
- 1987年（昭和62年）3月29日：ダイヤ改正により、平日朝夕に区間急行を新設。
- 1991年（平成3年）12月27日：光明池駅 - 和泉中央駅間が着工される[35]。
- 1995年（平成7年）4月1日：光明池駅 - 和泉中央駅間が開業し全通[36]。
- 1999年（平成11年）4月1日：全線でスルッとKANSAIを導入。乗車カード「ブルーライナーカード」を発売開始。
- 2000年（平成12年）12月23日：ダイヤ改正により、夕方の区間急行を廃止。日中の準急行が毎時4本から毎時5本に増発。日中に毎時2本運転されていた各駅停車を廃止。
- 2002年（平成14年）：和泉中央駅が第3回近畿の駅百選に認定される。
- 2006年（平成18年）7月1日：全線で「PiTaPa」を導入。ICOCAとも相互利用開始。
- 2013年（平成25年）3月23日：IC乗車カード全国相互利用開始で、Kitaca、PASMO、Suica、manaca、TOICA、nimoca、はやかけん、SUGOCAが利用可能になる。
- 2015年（平成27年）12月5日：有料特急「泉北ライナー」運転開始[37]。平日朝の上り区間急行で女性専用車両を導入。ダイヤ改正により、日中に区間急行と高野線直通の各駅停車をそれぞれ毎時2本新設。日中の準急行が毎時5本から毎時2本に減便。夕方に区間急行を再度設定。
- 2017年（平成27年）8月26日：ダイヤ改正により、「泉北ライナー」が増発。日中の区間急行が毎時4本に増発。夕方以降の区間急行が準急行に格下げされ、準急行が毎時5本（最大で毎時6本）に増発。各駅停車がすべて線内運転となる。
- 2022年（令和4年）
  - 4月25日：全駅でVISAのタッチ決済による乗車の実証実験を開始[38]。
  - 12月12日：VISAのタッチ決済による乗車の実証実験を、正式サービスに移行。
- 2023年（令和5年）10月1日：運賃改定で線内の小児IC運賃を一律50円とする[39]。
- 2025年（令和7年）4月1日：南海電気鉄道への吸収合併に伴い、同社の泉北線へ路線名を変更。[3][1]。

## 延伸の可能性

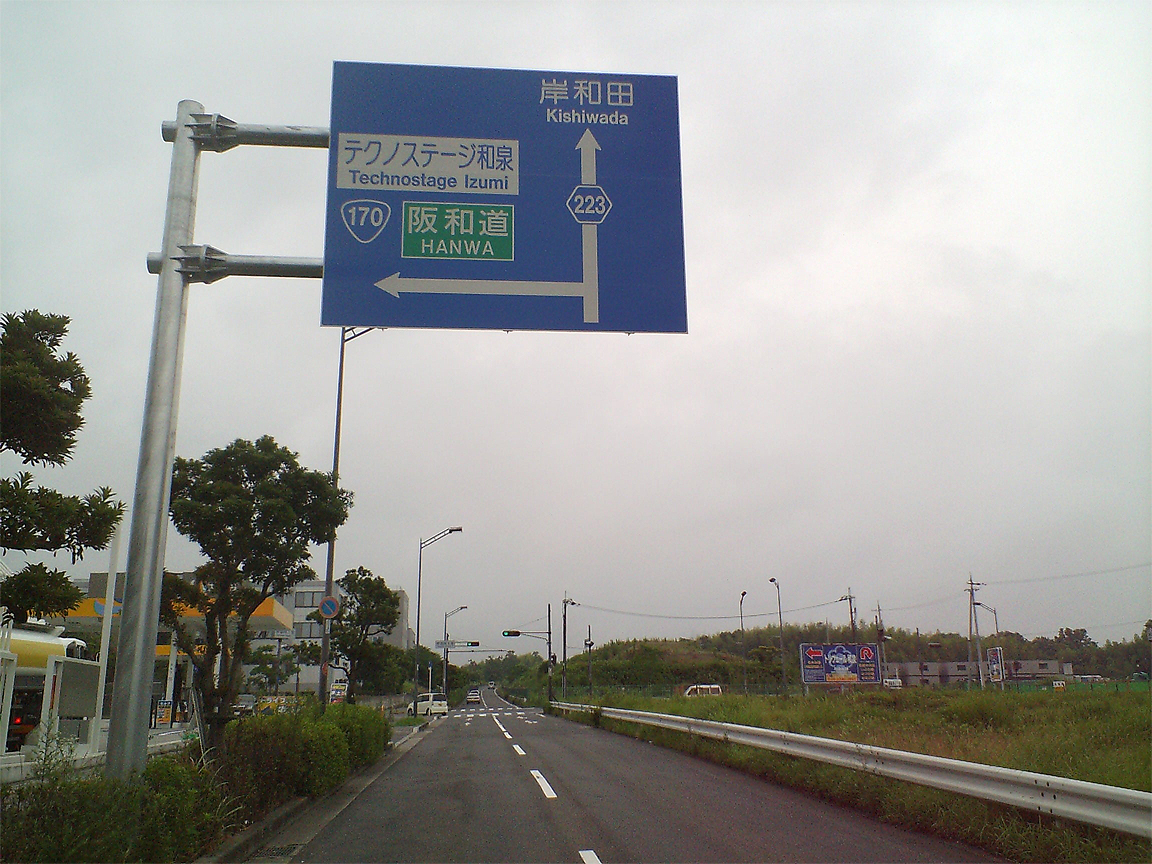
府道223号線沿いの延伸可能な用地（写真右）

以前から日根野駅方面などへの延伸も考えられていて、泉南地域在住の住民から延伸の要望もあるが、貝塚・熊取方面への延伸については、2004年の近畿地方交通審議会において開業40年での黒字化の見込みは低いとされている。和泉中央駅の引き上げ線の先には、大阪府道223号三林岡山線の終端部分まで広大な用地（一部は都市開発会社が所有）が確保されているが、開業から四半世紀以上経った現在も目立った変化はない。
そうした中、2013年11月24日に行われた岸和田市長選挙で、同市出身の新人で、泉北高速鉄道の岸和田市内への延伸を選挙公約に掲げた信貴芳則が当選し、任期満了で出馬した2017年11月の市長選でも再選されたが同年12月に辞任、2018年2月の市長選挙で落選し、実現することはなかった。
大阪府は、岸和田市の泉北高速鉄道の延伸の実現に向けた取り組みに対し、必要な助言や検討への協力などを行っている。

## 駅一覧
全駅大阪府内に所在。旧番号は2025年3月までの泉北高速鉄道時代の駅番号。
凡例
●：停車、｜：通過
- 難波駅直通列車の難波駅 - 中百舌鳥駅間の停車駅は高野線の記事を参照。
- 各駅停車・準急行は当線内では各駅に停車。

| 駅番号       | 旧番号       | 駅名         | 駅間キロ     | 営業キロ     | 区間急行                                 | 特急 泉北ライナー                        | 接続路線                                                                            | 所在地                                   | 所在地                                   |
| ------------ | ------------ | ------------ | ------------ | ------------ | ---------------------------------------- | ---------------------------------------- | ----------------------------------------------------------------------------------- | ---------------------------------------- | ---------------------------------------- |
| 直通運転区間 | 直通運転区間 | 直通運転区間 | 直通運転区間 | 直通運転区間 | ○準急行・区間急行・特急…高野線難波駅まで | ○準急行・区間急行・特急…高野線難波駅まで | ○準急行・区間急行・特急…高野線難波駅まで                                            | ○準急行・区間急行・特急…高野線難波駅まで | ○準急行・区間急行・特急…高野線難波駅まで |
| NK59         | SB01         | 中百舌鳥駅   | -            | 0.0          | ｜                                       | ｜                                       | 南海電気鉄道： 高野線（一部直通運転：上記参照） 大阪市高速電気軌道： 御堂筋線 (M30) | 堺市                                     | 北区                                     |
| NK88         | SB02         | 深井駅       | 3.7          | 3.7          | ●                                        | ｜                                       |                                                                                     | 堺市                                     | 中区                                     |
| NK89         | SB03         | 泉ケ丘駅     | 4.1          | 7.8          | ●                                        | ●                                        |                                                                                     | 堺市                                     | 南区                                     |
| NK90         | SB04         | 栂・美木多駅 | 2.4          | 10.2         | ●                                        | ●                                        |                                                                                     | 堺市                                     | 南区                                     |
| NK91         | SB05         | 光明池駅     | 1.9          | 12.1         | ●                                        | ●                                        |                                                                                     | 堺市                                     | 南区                                     |
| NK92         | SB06         | 和泉中央駅   | 2.2          | 14.3         | ●                                        | ●                                        |                                                                                     | 和泉市                                   | 和泉市                                   |

1. ↑   駅標示や車両の方向幕などには漢字と平仮名で「中もず駅」と混ぜ書き表記されていることもある。

## 利用状況

### 輸送実績
泉北高速鉄道線の近年の輸送実績を下表に記す。表中、輸送人員の単位は万人。輸送人員は年度での値。表中、最高値を赤色で、最高値を記録した年度以降の最低値を青色で、最高値を記録した年度以前の最低値を緑色で表記している。
| 年度別輸送実績     | 年度別輸送実績                  | 年度別輸送実績                  | 年度別輸送実績                  | 年度別輸送実績                  | 年度別輸送実績  | 年度別輸送実績 |
| 年度               | 輸送実績（乗車人員）：万人/年度 | 輸送実績（乗車人員）：万人/年度 | 輸送実績（乗車人員）：万人/年度 | 輸送実績（乗車人員）：万人/年度 | 輸送密度 人/1日 | 特記事項       |
| 年度               | 通勤定期                        | 通学定期                        | 定期外                          | 合計                            | 輸送密度 人/1日 | 特記事項       |
| ------------------ | ------------------------------- | ------------------------------- | ------------------------------- | ------------------------------- | --------------- | -------------- |
| 1975年（昭和50年） | 1723.1                          | 337.1                           | 759.7                           | 2819.9                          | 57,926          |                |
| 1976年（昭和51年） | 1754.0                          | 369.4                           | 764.2                           | 2887.6                          | 59,836          |                |
| 1977年（昭和52年） | 1828.7                          | 413.0                           | 877.8                           | 3119.6                          | 58,383          |                |
| 1978年（昭和53年） | 1919.0                          | 471.8                           | 930.5                           | 3321.3                          | 59,840          |                |
| 1979年（昭和54年） | 2021.2                          | 517.5                           | 1031.7                          | 3570.4                          | 64,757          |                |
| 1980年（昭和55年） | 2170.8                          | 603.9                           | 1128.2                          | 3903.0                          | 71,817          |                |
| 1981年（昭和56年） | 2281.6                          | 667.4                           | 1196.7                          | 4145.8                          |                 |                |
| 1982年（昭和57年） | 2367.4                          | 733.5                           | 1270.3                          | 4371.2                          |                 |                |
| 1983年（昭和58年） | 2449.1                          | 812.5                           | 1324.2                          | 4585.7                          |                 |                |
| 1984年（昭和59年） | 2482.0                          | 867.1                           | 1343.1                          | 4692.2                          |                 |                |
| 1985年（昭和60年） | 2517.7                          | 925.8                           | 1369.0                          | 4812.5                          |                 |                |
| 1986年（昭和61年） | 2554.6                          | 989.3                           | 1406.7                          | 4950.6                          |                 |                |
| 1987年（昭和62年） | 2597.2                          | 1046.6                          | 1503.6                          | 5147.4                          | 97,811          |                |
| 1988年（昭和63年） | 2679.9                          | 1104.3                          | 1555.1                          | 5339.3                          | 101,992         |                |
| 1989年（平成元年） | 2715.2                          | 1152.6                          | 1585.6                          | 5453.4                          |                 |                |
| 1990年（平成2年）  | 2597.2                          | 1046.6                          | 1503.6                          | 5147.4                          |                 |                |
| 1991年（平成3年）  | 2908.4                          | 1238.7                          | 1661.8                          | 5808.9                          |                 |                |
| 1992年（平成4年）  | 2900.9                          | 1214.4                          | 1665.7                          | 5781.0                          |                 |                |
| 1993年（平成5年）  | 2894.3                          | 1199.2                          | 1711.5                          | 5805.0                          |                 |                |
| 1994年（平成6年）  | 2876.9                          | 1161.0                          | 1737.6                          | 5775.5                          |                 |                |
| 1995年（平成7年）  | 2917.3                          | 1268.2                          | 1816.8                          | 6002.3                          |                 |                |
| 1996年（平成8年）  | 2913.4                          | 1238.6                          | 1865.6                          | 6017.6                          |                 |                |
| 1997年（平成9年）  | 2851.8                          | 1157.0                          | 1823.3                          | 5832.1                          |                 |                |
| 1998年（平成10年） | 2757.3                          | 1121.4                          | 1816.1                          | 5694.8                          |                 |                |
| 1999年（平成11年） | 2572.7                          | 1072.8                          | 1860.4                          | 5505.9                          |                 |                |
| 2000年（平成12年） | 2508.3                          | 1045.0                          | 1876.8                          | 5430.1                          |                 |                |
| 2001年（平成13年） | 2426.1                          | 995.3                           | 1877.3                          | 5298.7                          |                 |                |
| 2002年（平成14年） | 2382.9                          | 958.4                           | 1852.4                          | 5193.7                          |                 |                |
| 2003年（平成15年） | 2378.6                          | 922.4                           | 1837.3                          | 5138.3                          |                 |                |
| 2004年（平成16年） | 2375.2                          | 911.1                           | 1809.8                          | 5096.1                          |                 |                |
| 2005年（平成17年） |                                 |                                 | 1796.8                          | 5116.4                          | 89,475          |                |
| 2006年（平成18年） |                                 |                                 |                                 |                                 |                 |                |
| 2007年（平成19年） |                                 |                                 |                                 |                                 |                 |                |
| 2008年（平成20年） |                                 |                                 |                                 |                                 |                 |                |
| 2009年（平成21年） | 2298.9                          | 882.7                           | 1798.7                          | 4980.3                          | 87,029          |                |
| 2010年（平成22年） |                                 |                                 |                                 |                                 |                 |                |
| 2011年（平成23年） |                                 |                                 |                                 |                                 |                 |                |
| 2012年（平成24年） | 2218.6                          | 881.0                           | 1787.1                          | 4886.7                          | 85,393          |                |
| 2013年（平成25年） | 2236.1                          | 932.0                           | 1789.4                          | 4957.5                          | 86,522          |                |
| 2014年（平成26年） | 2230.5                          | 901.8                           | 1750.9                          | 4883.2                          | 85,398          |                |
| 2015年（平成27年） | 2090.9                          | 943.2                           | 1877.8                          | 4911.9                          | 86,166          |                |
| 2016年（平成28年） | 2024.9                          | 936.4                           | 1888.4                          | 4849.7                          | 85,139          |                |
| 2017年（平成29年） | 1988.9                          | 955.9                           | 1897.8                          | 4842.6                          | 84,952          |                |
| 2018年（平成30年） | 1980.1                          | 965.0                           | 1893.3                          | 4838.4                          | 84,772          |                |
| 2019年（令和元年） | 1999.9                          | 968.7                           | 1866.8                          | 4835.4                          | 84,423          |                |
| 2020年（令和2年）  | 1776.3                          | 603.9                           | 1343.8                          | 3724.0                          | 64,305          |                |

### 収入実績
泉北高速鉄道線の近年の収入実績を下表に記す。表中、収入の単位は千円。数値は年度での値。表中、最高値を赤色で、最高値を記録した年度以降の最低値を青色で、最高値を記録した年度以前の最低値を緑色で表記している。
| 年度別収入実績     | 年度別収入実績          | 年度別収入実績          | 年度別収入実績          | 年度別収入実績          | 年度別収入実績          | 年度別収入実績     | 年度別収入実績   |
| 年 度              | 旅客運賃収入：千円/年度 | 旅客運賃収入：千円/年度 | 旅客運賃収入：千円/年度 | 旅客運賃収入：千円/年度 | 旅客運賃収入：千円/年度 | 運輸雑収 千円/年度 | 総合計 千円/年度 |
| 年 度              | 通勤定期                | 通学定期                | 定期外                  | 手小荷物                | 合計                    | 運輸雑収 千円/年度 | 総合計 千円/年度 |
| ------------------ | ----------------------- | ----------------------- | ----------------------- | ----------------------- | ----------------------- | ------------------ | ---------------- |
| 1975年（昭和50年） | 992,241                 | ←←←←                    | 599,055                 | 0                       | 1,591,296               | 48,924             | 1,640,220        |
| 1976年（昭和51年） |                         | ←←←←                    |                         |                         |                         |                    |                  |
| 1977年（昭和52年） |                         | ←←←←                    |                         |                         |                         |                    |                  |
| 1978年（昭和53年） |                         | ←←←←                    |                         |                         |                         |                    |                  |
| 1979年（昭和54年） |                         | ←←←←                    |                         |                         |                         |                    |                  |
| 1980年（昭和55年） | 2,207,164               | ←←←←                    | 1,460,322               | 0                       | 3,667,486               | 170,866            | 3,838,352        |
| 1981年（昭和56年） |                         | ←←←←                    |                         |                         |                         |                    |                  |
| 1982年（昭和57年） |                         | ←←←←                    |                         |                         |                         |                    |                  |
| 1983年（昭和58年） |                         | ←←←←                    |                         |                         |                         |                    |                  |
| 1984年（昭和59年） |                         | ←←←←                    |                         |                         |                         |                    |                  |
| 1985年（昭和60年） | 2,962,739               | ←←←←                    | 1,945,134               | 0                       | 4,907,873               | 103,274            | 5,011,147        |
| 1986年（昭和61年） |                         | ←←←←                    |                         |                         |                         |                    |                  |
| 1987年（昭和62年） |                         |                         |                         |                         |                         |                    |                  |
| 1988年（昭和63年） |                         |                         |                         |                         |                         |                    |                  |
| 1989年（平成元年） |                         |                         |                         |                         |                         |                    |                  |
| 1990年（平成2年）  | 2,856,050               | 761,382                 | 2,492,672               | 0                       | 6,110,104               | 160,330            | 6,270,434        |
| 1991年（平成3年）  |                         |                         |                         |                         |                         |                    |                  |
| 1992年（平成4年）  |                         |                         |                         |                         |                         |                    |                  |
| 1993年（平成5年）  |                         |                         |                         |                         |                         |                    |                  |
| 1994年（平成6年）  |                         |                         |                         |                         |                         |                    |                  |
| 1995年（平成7年）  | 3,668,685               | 1,060,203               | 3,469,235               | 0                       | 8,198,123               | 179,740            | 8,377,863        |
| 1996年（平成8年）  | 3,746,105               | 1,045,926               | 3,592,008               | 0                       | 8,384,039               | 174,421            | 8,558,460        |
| 1997年（平成9年）  | 3,676,316               | 981,318                 | 3,496,553               | 0                       | 8,154,187               | 182,765            | 8,336,952        |
| 1998年（平成10年） | 3,791,450               | 1,012,133               | 3,779,397               | 0                       | 8,582,980               | 177,817            | 8,760,797        |
| 1999年（平成11年） | 3,633,047               | 1,003,074               | 3,934,054               | 0                       | 8,570,175               | 180,436            | 8,750,611        |
| 2000年（平成12年） | 3,552,341               | 982,966                 | 3,974,664               | 0                       | 8,509,971               | 192,799            | 8,702,770        |
| 2001年（平成13年） | 3,449,164               | 942,148                 | 3,981,279               | 0                       | 8,372,591               | 191,914            | 8,564,505        |
| 2002年（平成14年） | 3,383,062               | 912,534                 | 3,930,735               | 0                       | 8,226,331               | 199,175            | 8,425,506        |
| 2003年（平成15年） | 3,385,260               | 880,102                 | 3,903,629               | 0                       | 8,168,991               | 206,351            | 8,375,342        |
| 2004年（平成16年） | 3,382,589               | 868,207                 | 3,842,532               | 0                       | 8,093,328               | 207,143            | 8,300,471        |
| 2005年（平成17年） |                         |                         |                         |                         |                         |                    |                  |
| 2006年（平成18年） |                         |                         |                         |                         |                         |                    |                  |
| 2007年（平成19年） |                         |                         |                         |                         |                         |                    |                  |